# Американо-французькі відносини
Відносини США — Франція стосуються дипломатичних, соціальних, економічних та культурних відносин між Францією та США з 1776 року. Першим союзником нових Сполучених Штатів була Франція. Договір про військову підтримку 1778 року був вирішальним у перемозі США над Британією в американській війні за незалежність. Франція поводилася погано, з невеликими вигодами та великими боргами, що сприяло великій революції Франції та можливому переходу до республіки.
Американські відносини з Францією були мирними, за винятком Квазівійни у 1798—1799 роках та боротьби проти режиму Віші (підтримуючи Вільну Францію) впродовж Другої світової війни. Дані стосунки були завжди важливими для обох сторін.
У XXI столітті розбіжності у війні в Іраку призвели до того, що кожна країна знизила рейтинг прихильності іншої. Однак з тих пір відносини покращилися, коли американські сприятливі рейтинги Франції досягли історичного рівня 87 % у 2016 році. Галлуп зробив висновок: "Після дипломатичних розбіжностей у 2003 р. Погіршилися відносини між двома країнами, Франція та США знайшли спільний інтерес у боротьбі з міжнародним тероризмом, і місія стала особистою для обох країн ".
Франція була одним з основних союзників Сполучених Штатів в їх війні за незалежність від Великої Британії. У 1942 році режим Віші розірвав дипломатичні відносини зі Сполученими Штатами під час Другої світової війни. У 1944 році відносини були відновлені. США і Франція є одними з п'яти постійних членів Ради Безпеки ООН.
Відносини між Сполученими Штатами і Францією є тісними і дружніми. Обидві країни об'єднують спільні цінності та погляди на більшість політичних і економічних питань. Відмінності в поглядах обговорюються відкрито і в цілому не порушують структуру тісної співпраці, яке характеризує відносини між двома країнами.
США і Франція тісно співпрацюють з багатьох питань, в першу чергу в боротьбі з тероризмом, розповсюдженням зброї масового знищення, з регіональних проблем, в тому числі в Африці, на Близькому Сході, на Балканах і в Центральній Азії. В якості одного з постійних членів РБ ООН і одного з лідерів Європейського Союзу, Франція намагається перешкоджати розвитку іранської ядерної програми. В ізраїльсько-палестинському конфлікту, Франція повністю підтримує позицію США в мирному процесі. Франція є одним з членів НАТО і внесла відчутний внесок у миротворчі операції по всьому світу.
Франція є третім за величиною торговим партнером США в Європі (після Німеччини і Великої Британії). В середньому більше 1 млрд. Доларів США бере участь в комерційних операціях між країнами. Експорт з США до Франції: промислові хімікати, літаки і двигуни, електронні компоненти, програмне забезпечення, комп'ютери і периферійні пристрої, аналітичні і наукові прилади, медичні інструменти та матеріали. Сполучені Штати є найбільшим іноземним інвестором у Франції і мають двосторонню угоду про інвестиції, яке допомагає уникнути подвійного оподаткування та ухилення від сплати податків.

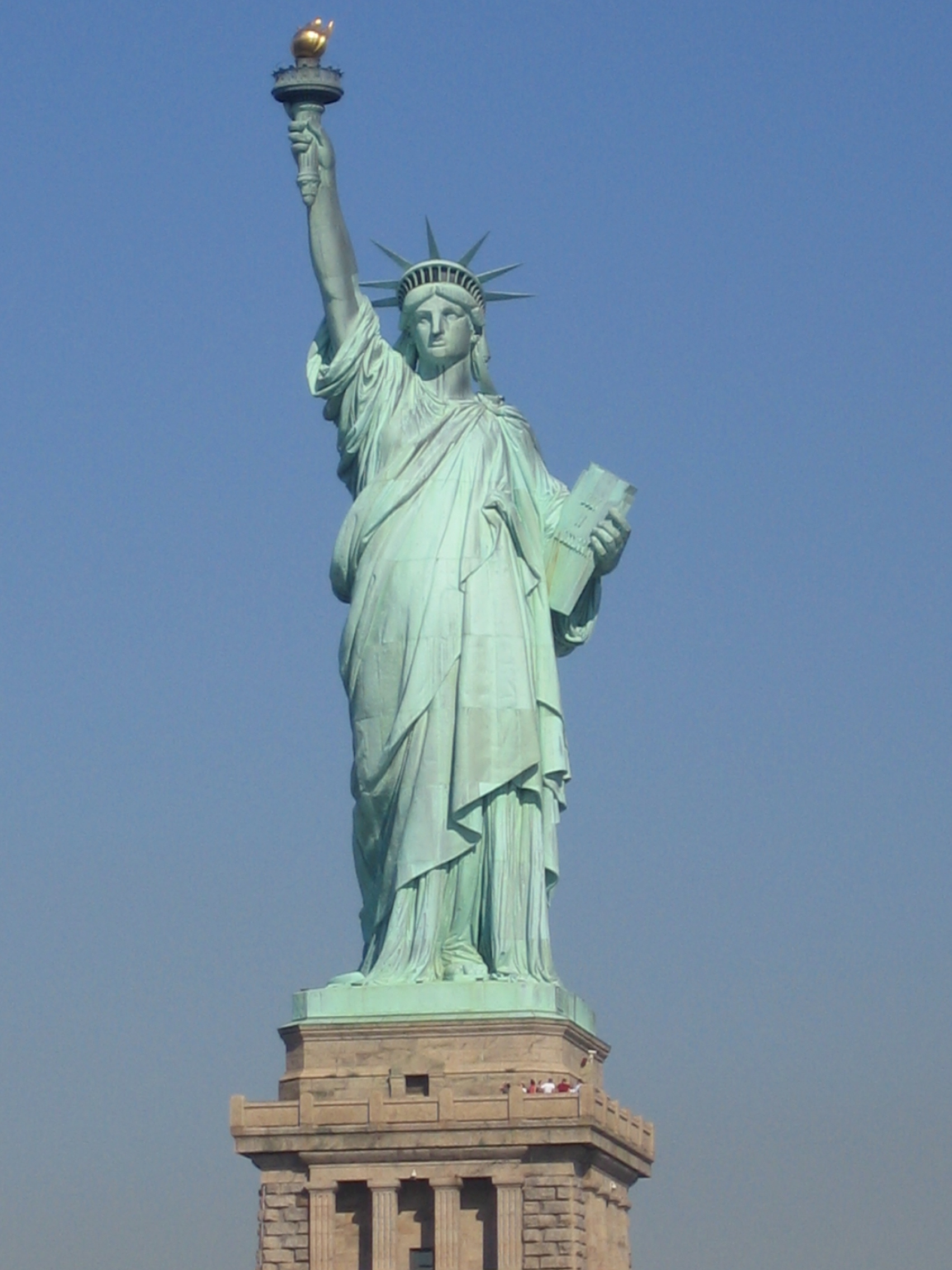
Статуя Свободи — це подарунок французького народу американському народові на згадку про Декларацію незалежності.

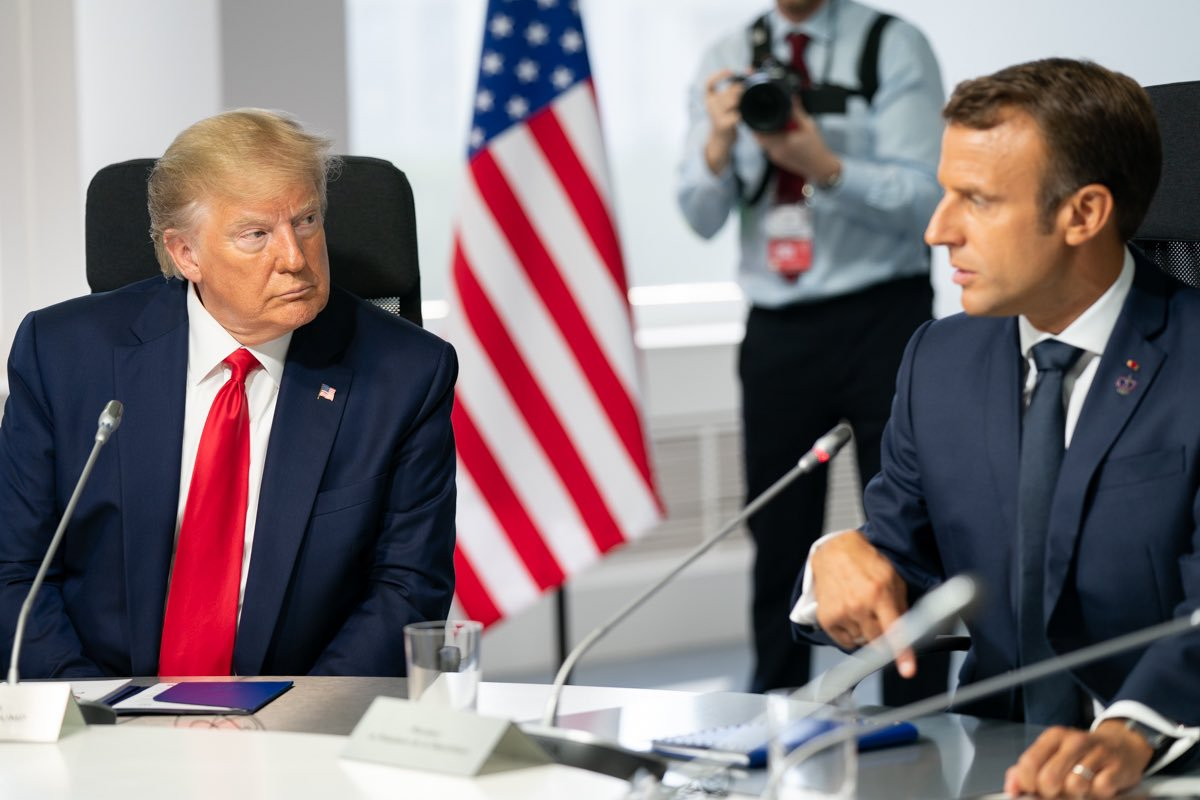
Президент Франції Еммануель Макрон з президентом США Дональдом Трампом на 45-й G7 в Біарріці, серпень 2019 року.

## Франція та американська революція
Поки Велика Британія та Франція залишалися миролюбними в Європі, і поки невдалий баланс американського інтер'єру вижив, колонії Британії та Франції існували без різного роду труднощів. Однак, починаючи з Славетної революції в Англії (1688 р.), Кипляче династичне, релігійне та фракційне суперництво між протестантськими британськими та католицькими французами як у Європі, так і в Америці викликало чотири «французькі та індійські війни», що вели велику боротьбу на американській землі (Війна короля Вільгельма, 1689–97; війна королеви Анни, 1702–13; війна короля Джорджа, 1744–48; і, нарешті, семирічна війна, 1756–63). Велика Британія остаточно усунула французів з континентальної Північної Америки в 1763 році після поразки Франції у семирічній війні. Протягом десятиліття британські колонії зазнавали відкритого заколоту, а Франція помстилася, таємно постачаючи рух за незалежність військами та військовими матеріалами.

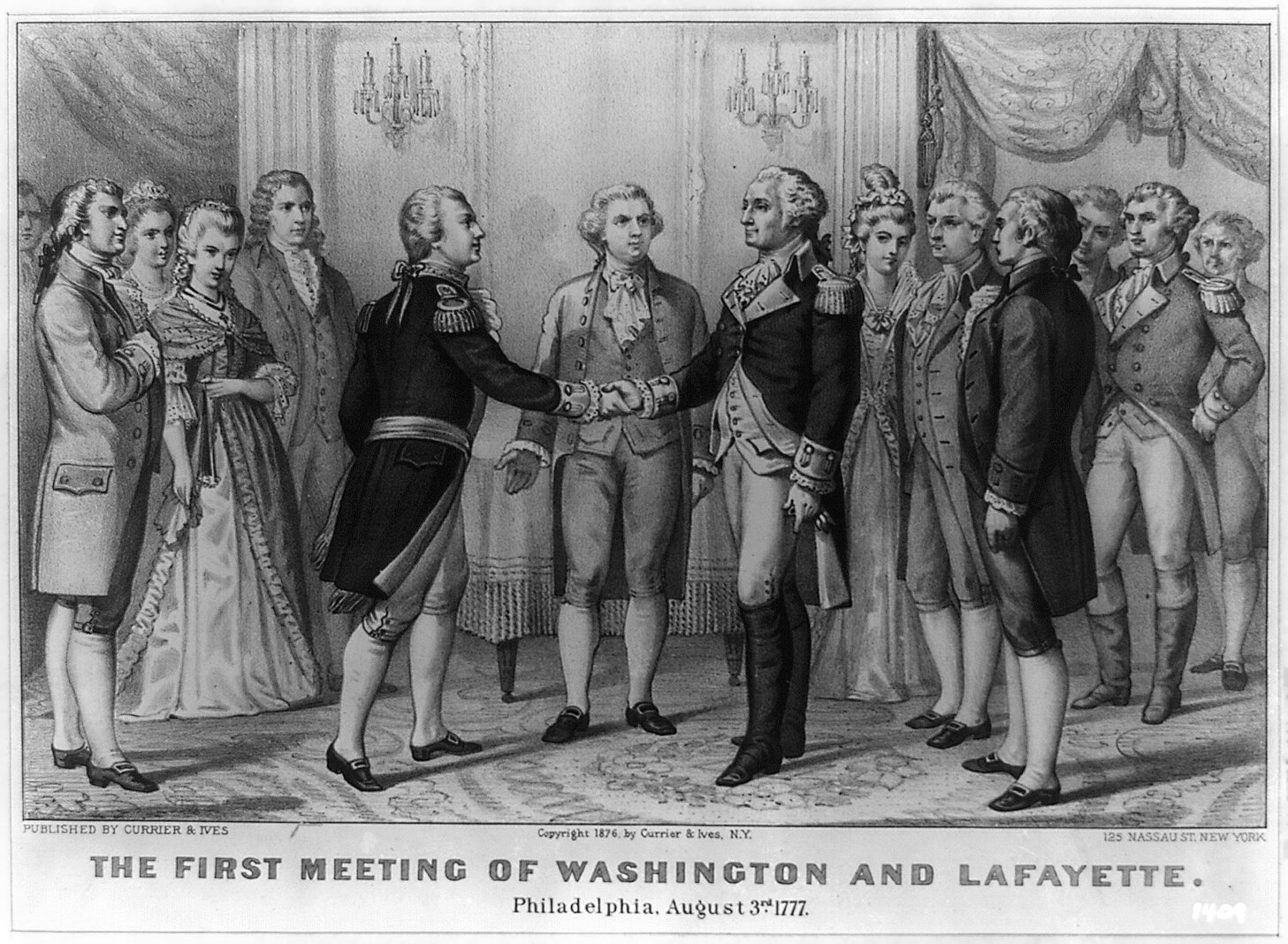
Маркіз де Лафайєт відвідав Джорджа Вашингтона в 1777 році під час американської революційної війни.

Після оголошення Конгресом незалежності у липні 1776 р., агенти в Парижі збирали офіцерів для континентальної армії, зокрема Маркіза де Лафайєта, який з відзнакою служив генерал-майором. Незважаючи довготривалу недовіру до Франції, ці агенти також вимагали офіційного союзу. Зібравши свій флот і націлившись перемогою США в битві при Саратозі в жовтні 1777 році французи 6 лютого 1778 р. уклали договори (торговельні та альянсові), які зобов'язували їх боротися з Британією до тих пір, поки незалежність США не буде гарантована.. Військовий союз почався невдало. Французький адмірал д'Естінг відплив до Пн Америки флотом у 1778 році і спільними зусиллями з американським генералом Джоном Салліваномп розпочав захоплення британського форпосту в Ньюпорті, штат Род-Айленд. Д'Естінг припинив операцію, для того щоб протистояти британському флоту, а потім, незважаючи на благання Саллівана і Лафайєта, відплив до Бостона на налаштування/ремонт. Без військово-морської підтримки план зазнав краху, і американським військам під Салліваном довелося проводити бойовий відступ самостійно. Американське обурення було поширеним, і декілька французьких моряків було вбито в цих антифранцузьких заворушеннях. Дії Д'Естінга під час катастрофічної облоги Саванною, штат Джорджія, ще більше підірвали франко-американські відносини.

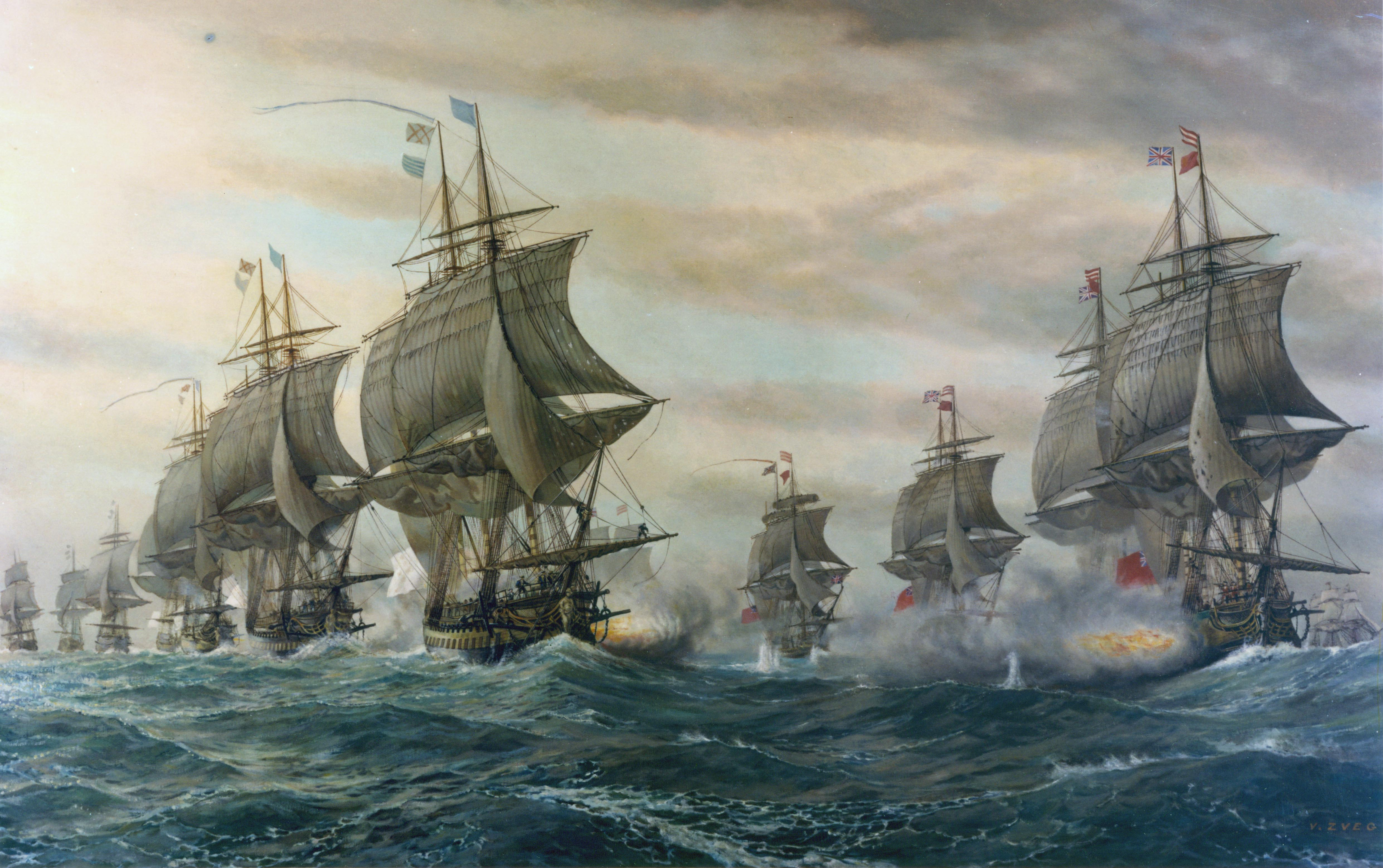
Битва при Чесапіке, де ВМС Франції розгромили Королівський ВМС у 1781 році

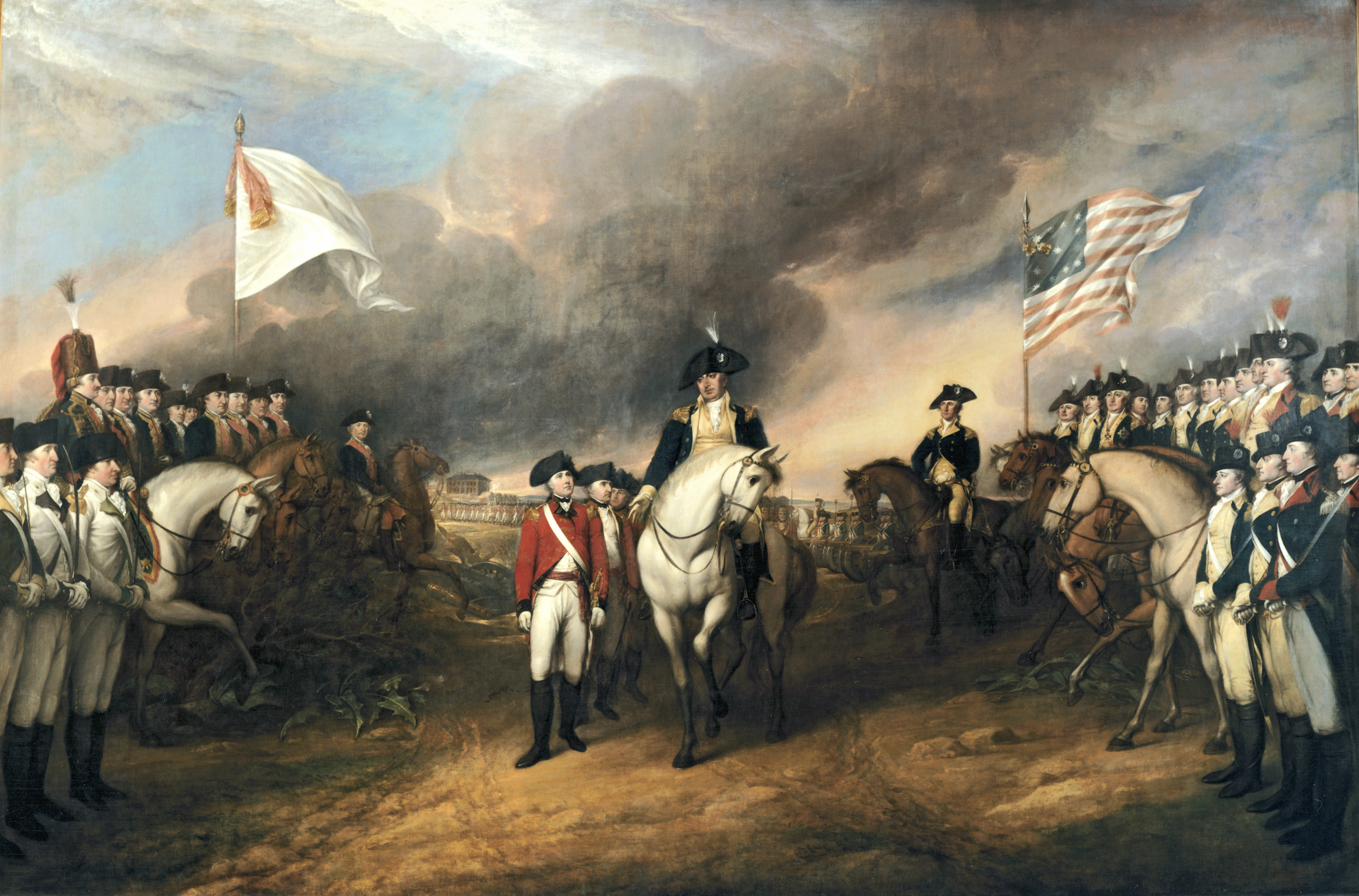
Капітуляція лорда Корнуоліса із зображенням англійської капітуляції перед французькими (лівими) та американськими (правими) військами.

З приходом до США в 1780 р. Конт де Рошамбо Альянс покращився, підтримуючи добрі робочі відносини з генералом Вашингтоном. Французькі військово-морські дії в битві при Чесапіке зробили можливою вирішальну франко-американську перемогу при облозі Йорктауна в жовтні 1781 року, фактично припинивши війну, що стосується американців. Французи продовжували битися, програвши морський бій Британії в 1782 році.
До різкого падіння антикатолицької риторики призвела пвага Патріота на католицьку Францію за військовою, фінансовою та дипломатичною допомогою. Дійсно, король замінив папу, оскільки демонові патріоти мали боротися. Анти-католицизм залишався сильним серед лоялістів, частина з яких поїхала до Канади, а більшість залишилася в новій нації після війни. До 1780-х років католикам була поширена юридична терпимість у всіх штатах Нової Англії, які раніше були такими ворожими. «У розпал війни та кризи новоанглійці відмовилися не лише від вірності Британії, але й одного із своїх найдорожчих забобонів».

### Мирна угода
У мирних переговорах між американцями та англійцями в Парижі 1782 року головну роль відігравали французи. Дійсно, міністр закордонних справ Франції Вергенн маневрував так, що Американський конгрес наказав своїй делегації виконувати поради французів. Однак американські комісари, Бенджамін Франклін, Джон Адамс, і особливо Джон Джей, правильно зрозуміли, що Франція не хоче сильних Сполучених Штатів. Вони зрозуміли, що очевидно отримають кращі умови безпосередньо від самої Британії. У вересні 1782 р. настали ключові епізоди, коли Вергеннес запропонував рішення, що було рішуче направлене проти Сполучених Штатів. Франція була виснажена війною, і всі бажали миру, крім Іспанії, яка наполягала на продовженні війни, поки не захопила Гібралтар від англійців. Вергенн придумав угоду, яку Іспанія прийме замість Гібралтару. Сполучені Штати здобули б свою незалежність, але вони обмежилися територією на схід від Аппалачських гір. Велика Британією було б зайнято область на північ від річки Огайо. У районі на південь від цього було б створено незалежну індійську державу на чолі з іспанським контролем. Це було б індійським бар'єрним державою і утримувало американців від річки Міссісіпі або Нового Орлеана, які були під іспанським контролем. Джон Джей оперативно сказав британцям, що готовий домовитися безпосередньо з ними, відрізавши Францію та Іспанію. Прем'єр-міністр Великої Британії лорд Шелбурн погодився. Він відповідав за британські переговори, і тепер він побачив шанс відокремити США від Франції і зробити нову країну цінним економічним партнером. Західними умовами було те, що США отримають всю площу на схід від річки Міссісіпі, на північ від Флориди та на південь від Канади. Північна межа була б майже такою ж, як сьогодні. Сполучені Штати отримають права на риболовлю біля берегів Канади та погодилися дозволити британським купцям та лоялістам спробувати повернути своє майно. Це був надзвичайно сприятливий договір для Сполучених Штатів, і це навмисно з британської точки зору.

## Французька революція та Наполеон
Режим Бурбона було розгромлено через 6 років французької революції. Спершу США були досить раді новій ситуації у Франції, де спадкова монархія була замінена конституційною республікою. Але, так як іноземні держави намагалися вторгнутись у Францію, то за кілька років ситуація у Франції ще більше погіршилася, а короля Людовіка XVI було звинувачено у державній зраді. Французький революційний уряд тоді ставав все більш авторитарним і жорстоким, що розсіювало частину тепла Сполучених Штатів для Франції.
Коли Франція знову опинилася у війні з Великою Британією та її союзниками і виникла криза в 1793 році, на цей раз після того, як французький революційний уряд стратив короля. Новий федеральний уряд в США не знав, як реагувати. Президент Джордж Вашингтон (прислухавшись на поради і Олександра Гамільтона, і Томаса Джефферсона) визнав уряд Франції, але не підтримав її у війні з Британією, як це було сказано в його Прокламації нейтралітету 1793 року. Проголошення було видано та опублікованно без затвердження Конгресу. Натомість Конгрес погодився, і через рік прийняв акт про нейтралітет, забороняючи громадянам США брати участь у війні та використовувати американський ґрунт як базу операцій для будь-якої сторони. Таким чином, революційний уряд розглядав політику Вашингтона як часткову до ворога.
Перший виклик нейтралітету США виник із Франції, тоді коли її дипломатичний представник, Едмонд-Чарльз Генет, гастролював в США для організації експедицій США проти Іспанії та Великої Британії. Злий Вашингтон вимагав відкликання Генета, але до того часу як Французька революція зробила ще один поворот, і нові французькі міністри прибули, щоб заарештувати Генета. Потім Вашингтон відмовився видавати Генета (знаючи, що в іншому випадку він буде гілотинований). Як наслідок, Генет став громадянином Сполучених Штатів.
Франція вважала договір Джея між Британією та США (листопад 1794 р.) ворожим. За цього договору було відкритоо десятиліття торгівлі, коли Франція воювала з Британією.
Тімоті Пікірінг (1745—1829) — третій державний секретар Сполучених Штатів, який займав посаду в цьому кабінеті з 1795 по 1800 рік при Вашингтоні та Джоні Адамсі . Джеральд Кларфілд (який був біографом) каже, що він був «бурхливим, самоправедним, відвертим та агресивним англофілом», та погано поводився з французами. У відповідь французький посланник П'єр Адет неодноразово провокував Пікерінга в бентежних ситуаціях, потім висміював його промахи і груби, щоб звернутися до противників Республіканської партії.

### Квазійна війна 1798—1800
На початку Французької революції відносини між американськими республіканцями та французькими революціонерами були прекрасними, і французька партія у Вашингтоні намагалася їх зміцнити, але вони погіршилися після страти Людовіка XVI. Французи звинувачують уряд Вашингтона за його нейтралітет у революційних війнах, зближення з Британією та затримку погашення боргу.
У 1794 р. Едмонд-Чарльз Гене (1763—1834), посол Франції у Філадельфії, був звільнений американцями після багатьох помилок3. Однак вони надають йому притулок і виступають проти його повернення до Франції.
19 листопада 1794 року Лондонський договір, підписаний Джоном Джеєм, переживається як зрада французів, оскільки дозволяє англійцям конфіскувати французькі товари, виявлені на американських кораблях. Конвенція відповідає шляхом іммобілізації американських кораблів на якорі у французьких портах та шляхом надання дозволу їх приватникам на посадку в море.
У 1797 р. Розірвав справу XYZ. Агенти міністра закордонних справ Франції Шарль-Моріс де Талейран-Перігор вимагають хабарів у американських емісарів, які прийшли домовитись про договір. Ці викриття провокують скандал у США, і президент Джон Адамс повинен зважити всю свою вагу, щоб уникнути оголошення офіційної війни проти Франції.
Однак відносини між двома країнами продовжуватимуть погіршуватися, що призведе до відкликання Чарльза Пінкні. Це початок держави «квазівоєнної» з військово-морськими битвами між двома народами, які закінчаться лише підписанням договору Мортефонтейна в 1800 році.

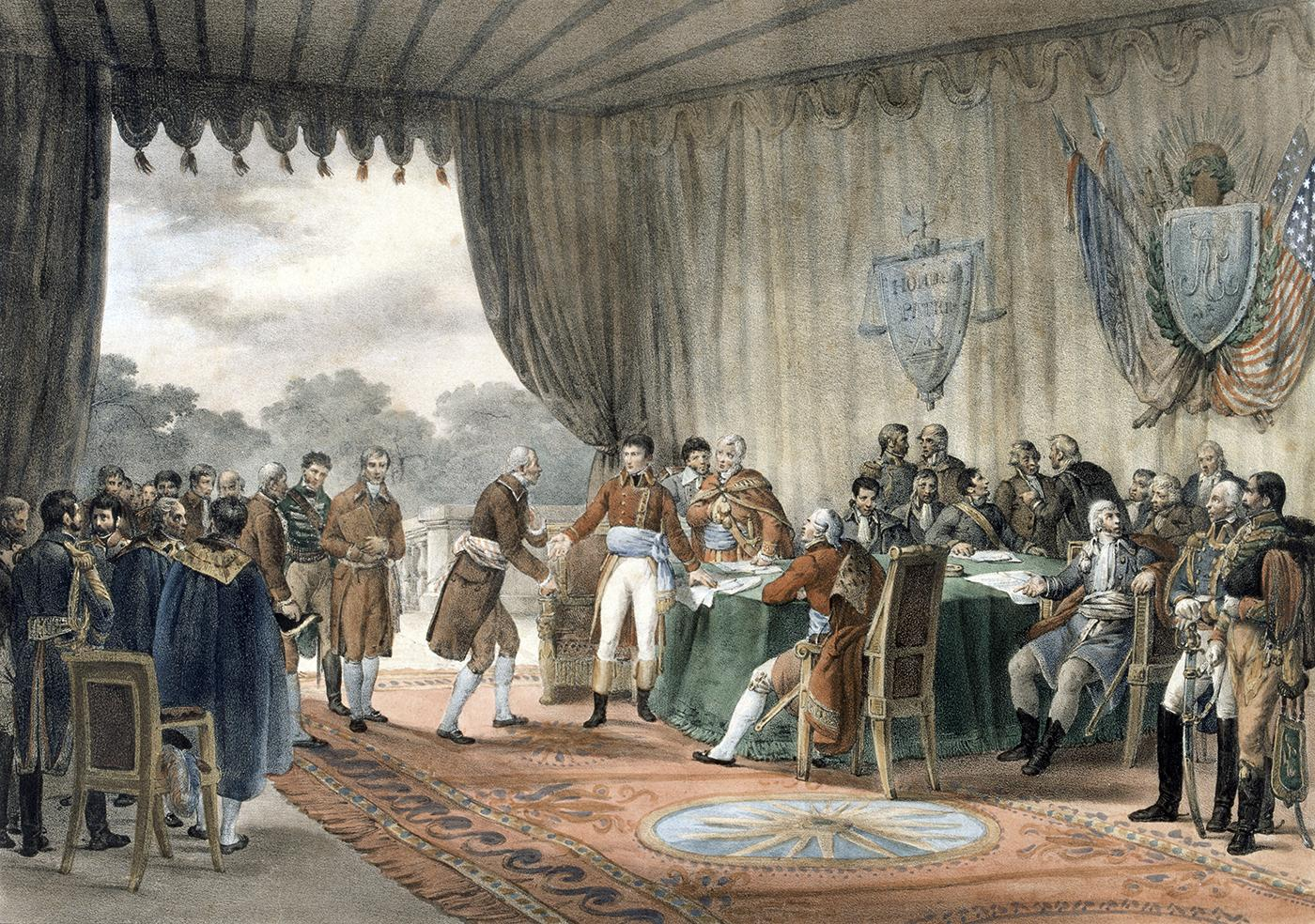
Підписання Конвенції 1800 р., яка припинила Квазі-війну та припинила франко-американський союз.

### Наполеон

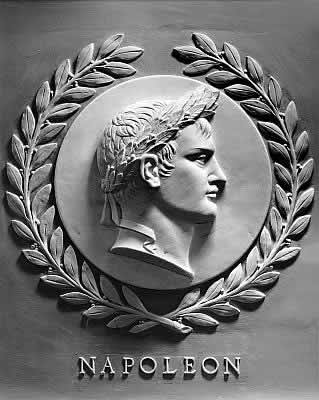
Барельєф Наполеона I в палаті Палати представників Сполучених Штатів

Іспанія втрачала велику кількість грошей на володіння величезною територією Луїзіани і хотіла передати їх Наполеону в 1800 році. Наполеон, разом з Гаїті розглядав це як базу для імперії Нового Світу. Луїзіана була б зерносховищем, який б забезпечував їжу поневоленій робочій силі в Вест-Індії. Президент Джефферсон міг би терпіти слабку Іспанію, але не потужну Францію на заході. Він вважав війною запобігання французькому контролю над річкою Міссісіпі. Джефферсон відправив свого близького друга Джеймса Монро до Франції, щоб купити якомога більше землі навколо Нового Орлеана. Дивно, але Наполеон погодився продати всю територію. Через невгамовний бунт рабів у Сен-Домінгу, північноамериканські плани Бонапарта розвалилися. Щоб уникнути Луїзіани з-під британських рук у наближенні війни, він продав її в квітні 1803 року США за 15 мільйонів доларів.
Британія та Франція відновили війну в 1803 року. Обидвоє заперечували американський нейтралітет і намагалися порушити торгівлю зі своїм ворогом. Припущення було в тому, що маленькі нейтральні нації можуть отримати добру вигоду від воєн великих держав. Джефферсон не мав довіри до Наполеона, і Великої Британії, але вважав Британію як найбільш безпосередню загрозу американським інтересам. Тому він і Медісон зайняли загальнопрофранцузьку позицію і застосували ембарго, щоб зашкодити британській торгівлі. І Велика Британія, і Франція порушили морські права США. Британці посягали більше, а також вражали тисячі американських моряків в Королівському флоті; Франція ніколи не робила нічого подібного враження. Джефферсон у 1807 р. підписав Закон про ембарго, який забороняв весь експорт та імпорт. Призначений для того, щоб зашкодити британцям, це набагато більше зашкодило американській торгівлі. Руйнівний Закон про ембарго, який припинив торгівлю США, було скасовано в 1809 році, коли Джефферсон пішов з посади. І Велика Британія, і Франція залишалися ворожими до Сполучених Штатів. Війна 1812 р. стала логічним продовженням програми ембарго, оскільки США оголосили війну Великій Британії.
Франція та Іспанія не визначили межу між Луїзіаною та сусідньою територією, яку утримує Іспанія, вони залишили дану проблему для США та Іспанії. Сполучені Штати успадкували вимоги від Франції до Техасу, тоді в Договорі Адамса-Онса 1819 року торгували цим на взамін на американське володіння Флоридою, де американські поселенці та армія вже зазіхали, і придбання слабких претензій Іспанії на Тихоокеанський північний захід. Перед тим, як минуло ще три десятиліття, Сполучені Штати анексували Техас .

## 1815—1860

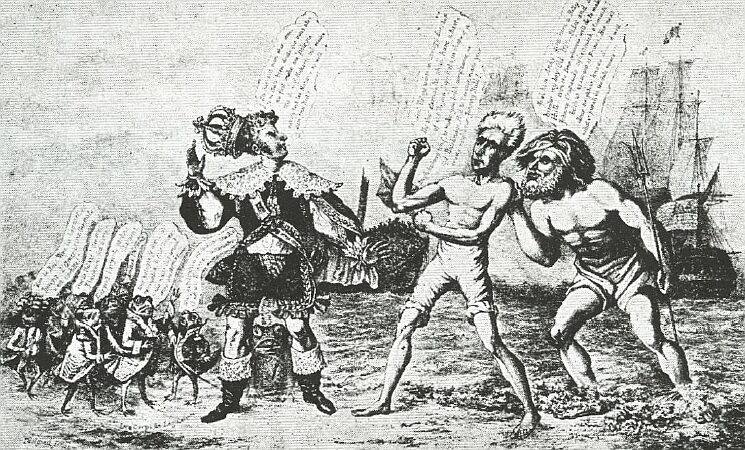
Мультфільм 1835 року Джеймса Акіна показує, що президент Джексон кидає виклик французькому королю Луї Філіпу, корона якого падає; Джексону радить король Нептун, а підкріплений американським військовим кораблем. Ліворуч — французькі політики, зображені як маленькі жаби, які скаржаться на американців.

Відносини між двома країнами в цілому були спокійними протягом двох десятиліть. Сполучені Штати у співпраці з Великою Британією видали «Доктрину Монро» в 1823 році, щоб утримати європейські держави, особливо Іспанію, але також і Францію, від захоплення земель в Новому Світі. Французи були сильно зацікавлені в розширенні комерційних можливостей в Латинській Америці, особливо в зв'язку з тим, що роль Іспанії була нерішучою. Серед вищих французьких чиновників було бажання, щоб деякі з нових незалежних країн в Латинській Америці могли вибрати короля Бурбонів, але ніяких реальних операцій не проводилося. Французькі чиновники проігнорували американську позицію. Франція і Австрія, дві реакційні монархії, рішуче виступали проти американського республіканізму і хотіли, щоб у Сполучених Штатів не було ніякого голосу в європейських справах.
Договір між Сполученими Штатами та Францією 1831 р. закликав Францію заплатити 25 мільйонів франків за допомогу американських судновласників проти французьких захоплень під час наполеонівських війн. Францією все-таки було сплачено європейські вимоги, але було відмовлено сплачувати США. Президент Ендрю Джексон був непристойним. У 1834 р. Наказав військово-морському флоту США стояти поруч і попросив Конгрес прийняти законодавство. Політичні опоненти Джексона заблокували будь-яке законодавство. Франція була роздратована, але якщо США вибачиться, то і сплатять їх. Джексон відмовився просити вибачення, і дипломатичні відносини були розірвані, поки в грудні 1835 р. Джексон не запропонував дружніших слів. Британці опосередкувались, Франція заплатила гроші, і сердечні відносини відновилися

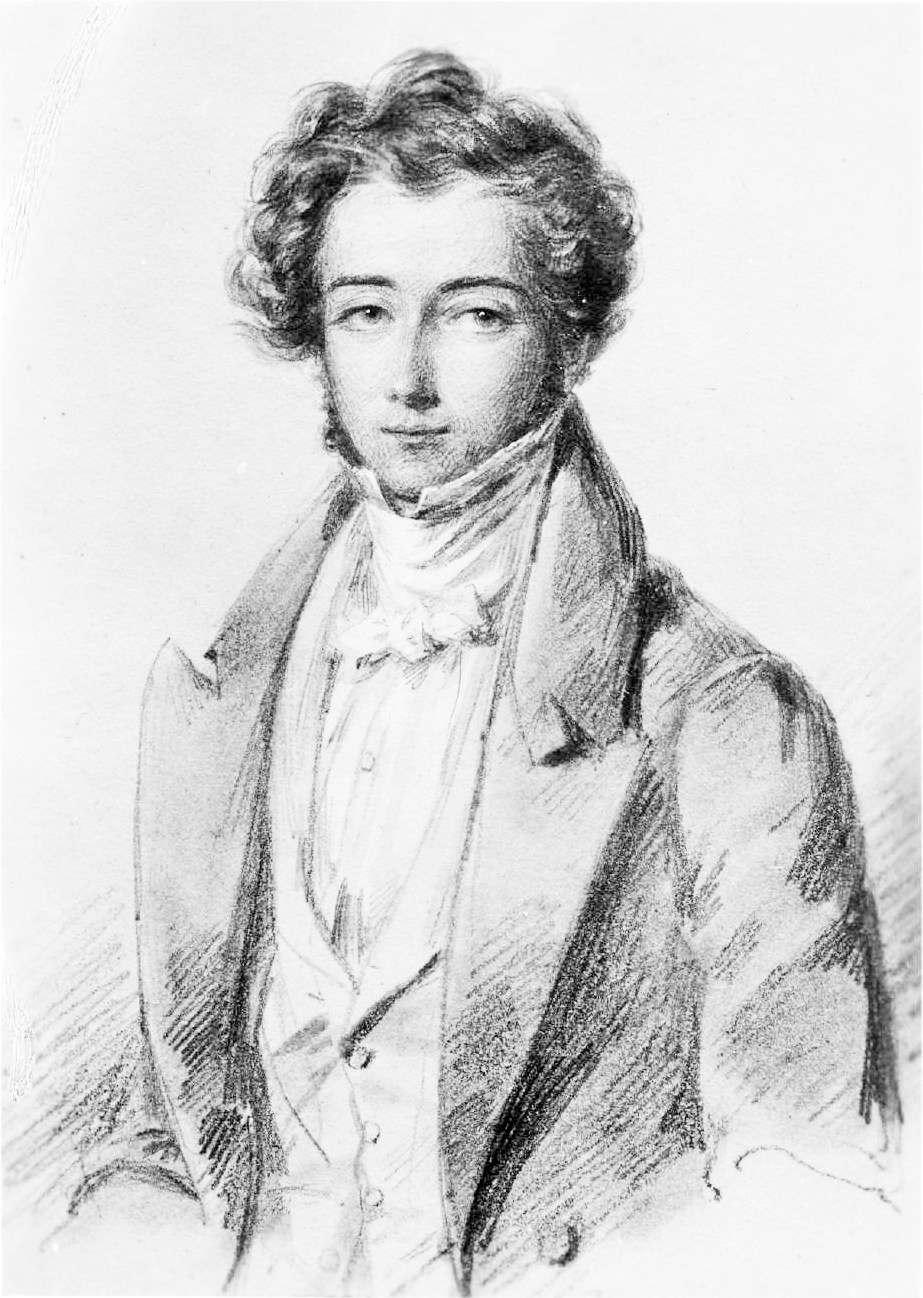
Алексіс де Токвіль (1805–59), найвпливовіший європейський студент американської культури.

Відновились культурні обміни, найвідоміші та найінтенсивніші навчальні візити Густава де Бомонта та Алексіса де Токвіля, автора « Демократії в Америці» (1835). Книга відразу ж отримала успіх в обох країнах, стала популярною і донині допомагає формувати американське саморозуміння. Французькі утопічні соціалісти проектували ідеалізоване американське суспільство як модель майбутнього. Французьких мандрівників до Сполучених Штатів часто вітали на ім'я Лафайєта, який здійснив тріумфальне американське турне у 1824 році. Численні політичні вигнанці знайшли притулок у Нью-Йорку.
У 1840-х роках Велика Британія та Франція вважали, що вони є спонсорами продовження незалежності Техаської республіки та блокують кроки США до отримання Каліфорнії. Зважаючи на баланс сил, Велика Британія хотіла б утримати західні території поза межами США, щоб обмежити владу США; вкінці-кінців, Франція виступила проти такої інтервенції з метою обмеження британської влади, тієї ж оричини, через яку Франція продала Луїзіану США і раніше підтримувала американську революцію.

## Громадянська війна
Впродовж американської громадянської війни 1861–65 Франція мала нейтральну позицію. Однак Наполеон III виступав за Конфедерацію, сподіваючись послабити США, створити нового союзника, захистити торгівлю бавовняними виробами та великі інвестиції в контроль над Мексикою. Франція була занадто слабкою, для того щоб самостійно оголосити війну (що може спричинити атаку Пруссії), і їй була потрібна підтримка Великої Британії. Британці не бажали йти на війну, і нічого не сталося.
Наполеон III, як і інші європейські режими, хоче залишатися офіційно нейтральним в американській громадянській війні, яка розбурила США між 1861 і 1865 роками. Неофіційно, однак, як і англійці, він має перевагу до південників, які мають стан душі більш «європейський», ніж янкі Півночі. Наполеон III забороняє будь-якому жителю Франції в США брати участь у конфлікті.
Однак із 53 989 французьких громадян, визначених у 1860 р. У США, 40 % взяли на озброєння північ, приблизно 14 000 з 35 819, проти близько 60 % на Півдні; або 12 000 бійців із 18 170 французьких Півдня. Деякі французькі полки дали собі ім'я з обох сторін. Процитуємо тут 55-й нью-йоркський полк, «гвардії Ла-Файет», для янкі та війська генерала Каміля де Поліньяка, прозваний конфедератами «Ла-Файєт Півдня».
Американське святкування річниці перемоги Мексики над французами на Сінко де Майо, 1862, розпочалося наступного року і триває до тепер. У 1865 р. Сполучені Штати застосували посилений дипломатичний тиск, щоб переконати Наполеона III припинити підтримувати французьку сторону Максиміліана та вивести їх війська з Мексики. Коли французькі війська покинули мексиканців було страчено імператора Максиміліана.
Після 10-ти ліття нестабільності ситуація стабілізувалася до 1867 року. Перемога Союзу, також вихід Франції з Мексики, також вилучення Британії з Канади та російський продаж Аляски залишили США домінуючою, та все ж незалежність Канади та Мексики залишилася недоторканою.

## 1866—1906

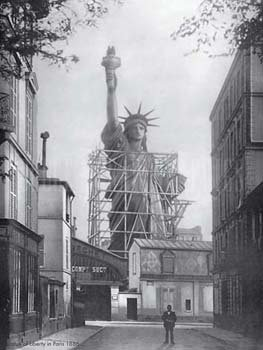
Побудова статуї Свободи в Парижі.

Усунення Наполеона III у 1870 році після франко-прусської війни допомогло покращити американське населення на чолі з міністром Сполучених Штатів Америки у Франції Еліху Б. Вашберном було надано значну медичну, гуманітарну та дипломатичну підтримку народам, завойовуючи велику заслугу американців. У наступні роки співвідношення сил у відносинах зміщувалося, коли Сполучені Штати з його дуже швидким зростанням багатства, промисловості та населення стали затьмарювати старі держави. Торгівля була на низькому рівні, а взаємні інвестиції були рідкістю.
Населення Франції та США порівняно в 1870 р. Саме в цей період демографічної рівності французький скульптор Бартольді виставляє 10 травня 1876 р. На Всесвітньому ярмарку у Філадельфії «факел Свободи», який повинен розбудувати тоді заплановану Статую Свободи. Побудована і навіть повністю зібрана в Парижі, Статуя Свободи потім демонтується і поміщається в запасні частини в ящики, відправлені до Нью-Йорка. Він остаточно відкритий 28 жовтня 1886 року.
Взагалі вплив Паризької академії образотворчих мистецтв на американську архітектуру поширюється з 1860 на 1930-ті рр. Декілька американських архітекторів (Річард Морріс Хант, Хобсон Річардсон Генрі, Френк Фернесс) подорожують Франція та повідомляють про діючу на той час еклектику.
У 1906 р., коли Німеччина зробила виклик французькому впливу в Марокко, президент Теодор Рузвельт перейшов на бік французів. Однак, коли американці сильно зростали в економічній силі і налагоджували більш тісні зв'язки з Британією, французи все частіше говорили про англосаксонську загрозу їхній культурі.

## Перша світова війна (1914–19)

### Велика війна (1917–18)

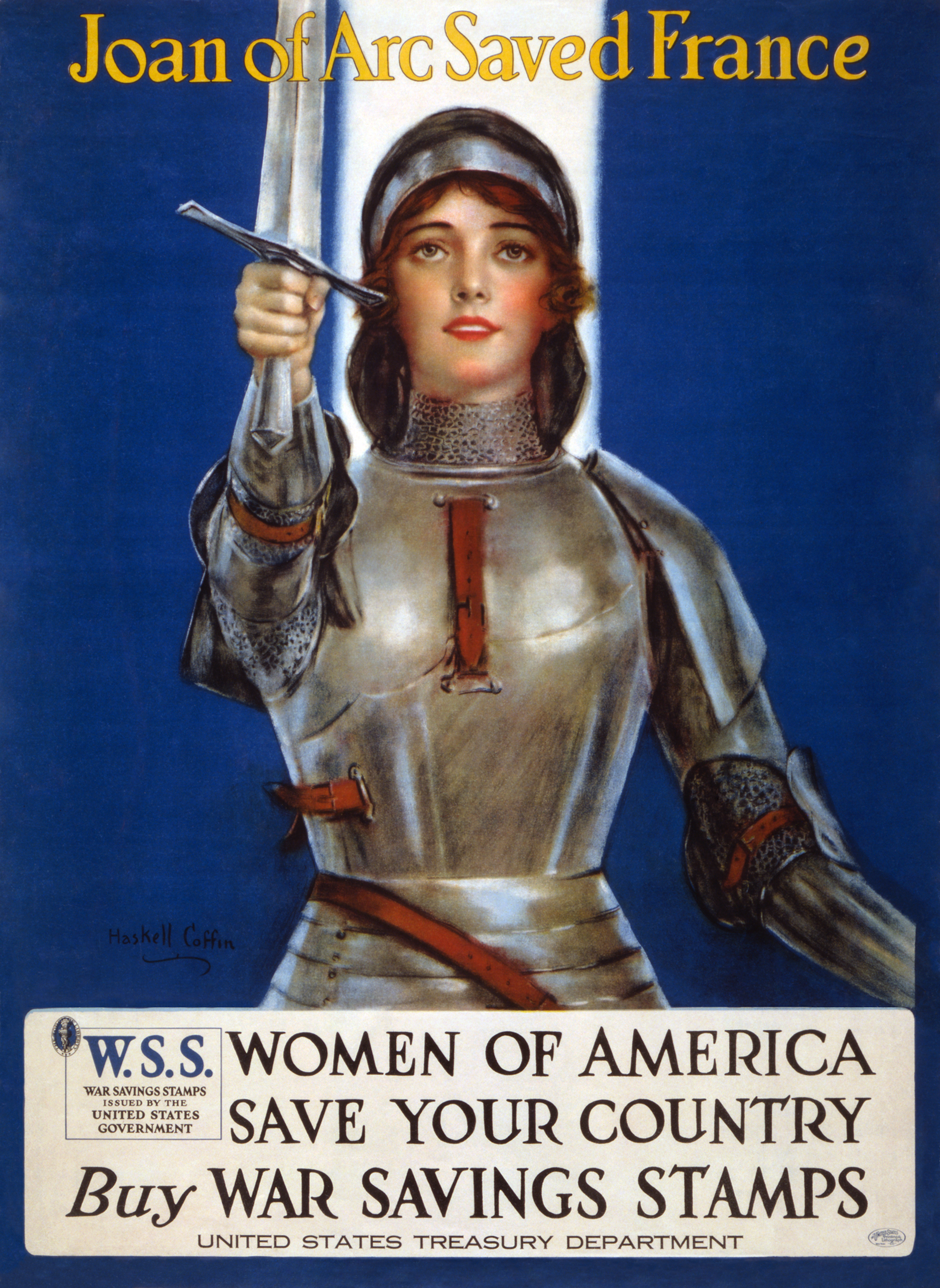
Патріотичний плакат США із зображенням французької героїні Джоан Арк під час Першої світової війни.

На початку війни США спостерігали політику суворого нейтралітету. Ізоляціоністи за традицією і все ще дуже вразливі у військовому плані, вони не мають прямого інтересу захищати в конфлікті, який щойно розгорівся. Якщо громадська думка схиляється на користь союзників, Німеччину визначають як головну, відповідальну за жах у війні, це виявляє дуже сильні пацифістські почуття. У січні 1915 р., Тоді в січні 1916 р. Президент Едвард Манделл отримав доручення президента Вудро Вілсона створити мирну конференцію. Його місії — це невдачі через невгамовність урядів, у тому числі Франції, яка вимагає здачі Ельзасу-Лотарингії. У січні 1917 р. Третя спроба виграла угоду союзників, але Німеччина все ж виступала проти посередництва США.

### Мирне врегулювання (1919р.)
На економічному рівні війна дозволяє США експортувати свою продукцію. Трансатлантична торгівля процвітала до 1917 року, коли німці вирішили відновити підводну війну, яку вони припинили після розбиття лайнера Лузитанія в 1915 році. США розірвали дипломатичні відносини з Німеччиною. 19 березня 1917 р. Німці потопили Вілігентію. 2 квітня 1917 р. Вілсон прийняв сенат оголошення війни. У 1936 р. Комітет Най, підрахував, що це в основному економічні міркування, пов'язані з боргом союзників, що мотивувало це вступ у війну. США справді дуже швидко стали кредиторами старого континенту, позичивши 2,3 мільярда доларів союзникам та 27 мільйонів доларів центральним імперіям.
Клеменсо також було визначено, що під егідою Франції слід створити буферну державу, яка складається з німецької території на захід від річки Рейн. На очах представників США та Британії таке кричуще порушення принципу самовизначення породжувало б лише майбутні війни, тому запропонований компроміс Клеменсом, був прийнятий. Вілсон та прем'єр-міністр Великої Британії Девід Ллойд Джордж погодились, що США та Велика Британія договором гарантують Францію проти німецької агресії. Лідери республіканців у Вашингтоні готові підтримати договір про безпеку з Францією. Це не вдалося, тому що Вілсон наполягав на зв'язуванні його з Версальським договором, який республіканці не приймуть без певних поправок, які Вільсон відмовився допустити.
Протягом того як французький історик Дуруолле зображує Клемансо мудрішим за Вільсона, настільки ж співчутливим і відданим справедливості, але той, хто розумів, що світовий мир і порядок залежить від постійного придушення німецької загрози. Блументаль (1986), навпаки, каже, що політика Вільсона була набагато дужче, ніж суворі умови, які вимагав Клеменсо. Блюменталь погоджується з Вілсоном, що мир і процвітання вимагали повної інтеграції Німеччини до світової економічної та політичної спільноти як рівноправного партнера.

## Міжвоєнні роки (1919–38)

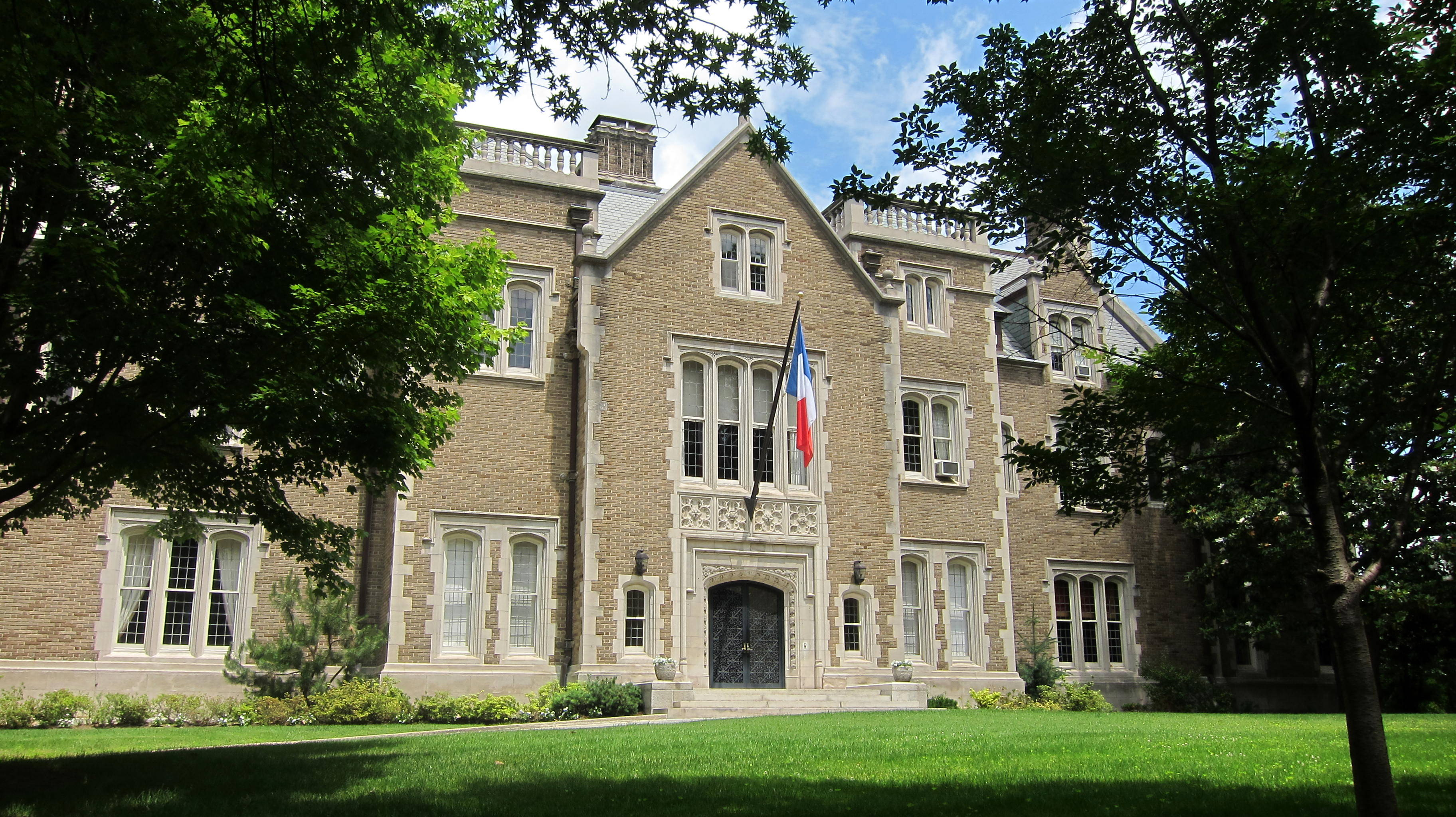
Резиденція посла Франції у Вашингтоні, округ Колумбія, служила посольством Франції з 1936 по 1985 рік.

У міжвоєнний період відповідні інтереси двох країн були переважно суперечливими. Франція заплатила величезний людський та економічний збір за перемогу над Німеччиною, якій вона має намір накласти дуже суворі умови миру, щоб уникнути будь-якого ризику відродження німецької загрози. Це безкомпромісне ставлення суперечить досить ідеалістичній американській позиції президента Вілсона, яку він узагальнює у чотирнадцять пунктів, принципах закону національностей та вільного розпорядження народів у гучній промові, виголошеній 8 січня 1918 року перед Конгресом Сполучених Штатів. , Навіть якщо Франція не вважає всі свої територіальні претензії задоволеними через опозицію англосаксів, Версальський договір від 28 червня 1919 р. Значною мірою приймає жорстку лінію, яку підтримує Франція. Хоча воно включає створення Ліги Націй, розшукуваної Вільсоном, договір остаточно не ратифікується США, політика якого все більше надихатиметься партизанами ізоляціонізму.
США стали з війною світовими банкірами і є головним бенефіціаром економічно. Питання про борги, укладені Францією з американцями, і про сплату ремонту, який має заслужити Німеччина, буде джерелом розбрату зі Сполученими Штатами, який хоче допомогти йому уникнути того, що там зробить більшовицька революція пляма нафти і не дозволяти Франції стати єдиною великою державою в континентальній Європі. Франція розчаровує свою надію хоча б на часткове скасування американських боргів і чує зворотній зв'язок, що Німеччина повністю поважає виплату репарацій.
Відмова останнього призвела до окупації Руру в 1923 р. Остаточно було досягнуто домовленостей щодо питання репарації з планом Дауеса в 1924 р. Та Планом Янг в 1929 р. Та щодо питання боргу з Меллоном. Беренгер підписав у 1926 році, що значно зменшив суми, які виплачувала Франція. Ці угоди непопулярні у Франції, де громадська думка вважає, що США повинні скасувати борг, враховуючи величезні втрати, понесені під час війни. Вони, нарешті, будуть ратифіковані в 1929 році, але крах фінансового ринку в жовтні 1929 року робить ці угоди непрацездатними і знову відкриває розбор з американцями, які не приймають припинення платежів.
Незважаючи на розбіжності з питання боргу, поступове поліпшення економічного контексту з початку 1920-х рр. Послаблює міжнародну напругу та сприяє пошуку рішень колективної безпеки. Морська конференція Вашингтона, в якій бере участь Франція, призвела в 1922 р. До кількох договорів, що обмежували військові флоти. Сполучені Штати та Франція спочатку стояли за пактом Бріана-Келлога з серпня 1928 р., Який забороняє війну, але, зрештою, не має практичного значення, оскільки його застосування залежить лише від блага воля її підписантів. Крім того, конференції з роззброєння з 1925 по 1932 роки не дали результатів. З Республіканською партією з 1921 року Сполучені Штати повертаються назад до прогресивної політики Вілсона, здійснюють відступ і ставлять свою владу на службу власним інтересам і залишають європейців, які борються з економічною кризою, підйом крайніх правих і фашизмів, які покладуть край сподіванням на хороше розуміння між ними. З 1932 р. Відносини між Францією та США обмежуються поточними справами.
Обрання демократа Франкліна Делано Рузвельта не змінює зовнішню політику: він був обраний насамперед для вирішення внутрішньої економічної кризи, громадська думка залишається по суті ізоляціоністською і Конгрес приймає закони нейтралітету, які забороняють будь-яка допомога країні, яка воює, агресору в агресії. Однак з 1937 р. Рузвельт, усвідомлюючи небезпеку, що нацистський режим у Німеччині представляє мир, займає позицію у своїй «промові з карантину» і починає довготривалу роботу американської громадськості для розвитку та надання можливості що США підтримують ворогуючі нації проти нацистів. Таємні контакти були встановлені в 1938 р., Щоб дозволити придбання Францією американських літаків, які остаточно не можуть досягти успіху. У вересні 1939 р. Американська громадськість ще не дозріла визнати, що їх країна стоїть на боці Франції та Великої Британії, які оголошують війну нацистській Німеччині, і Рузвельт підтримує ембарго на зброї та боєприпасів. Участь Сполучених Штатів у Другій світовій війні 1941 р. Занадто пізно для Франції, яка зазнала тотальної поразки.
Тендітне процвітання 1920-х років і мрія про новий світ, який характеризують ревісті двадцяті роки, бачать, як рекреація і популярна культура зароджуються в нових масштабах, які вже не тільки для еліти. Американська культура утверджується в Європі за допомогою джазу чи інших музичних форм, що сприяють розвитку радіо та диска. Романи, як Вільям Фолкнер, широко читаються у Франції. Кіно бум, спочатку рухається французами, потім ретрансляцією американського кіно, яке транслює їхні постановки, часто інноваційні як мюзикли чи мультфільми. У той же час мода, література, філософія, театр, мистецтво та французька гастрономія цінують американські еліти. Багато американських письменників та художників, які приїжджають оселитися у Францію.

## Друга світова війна (1938–45)

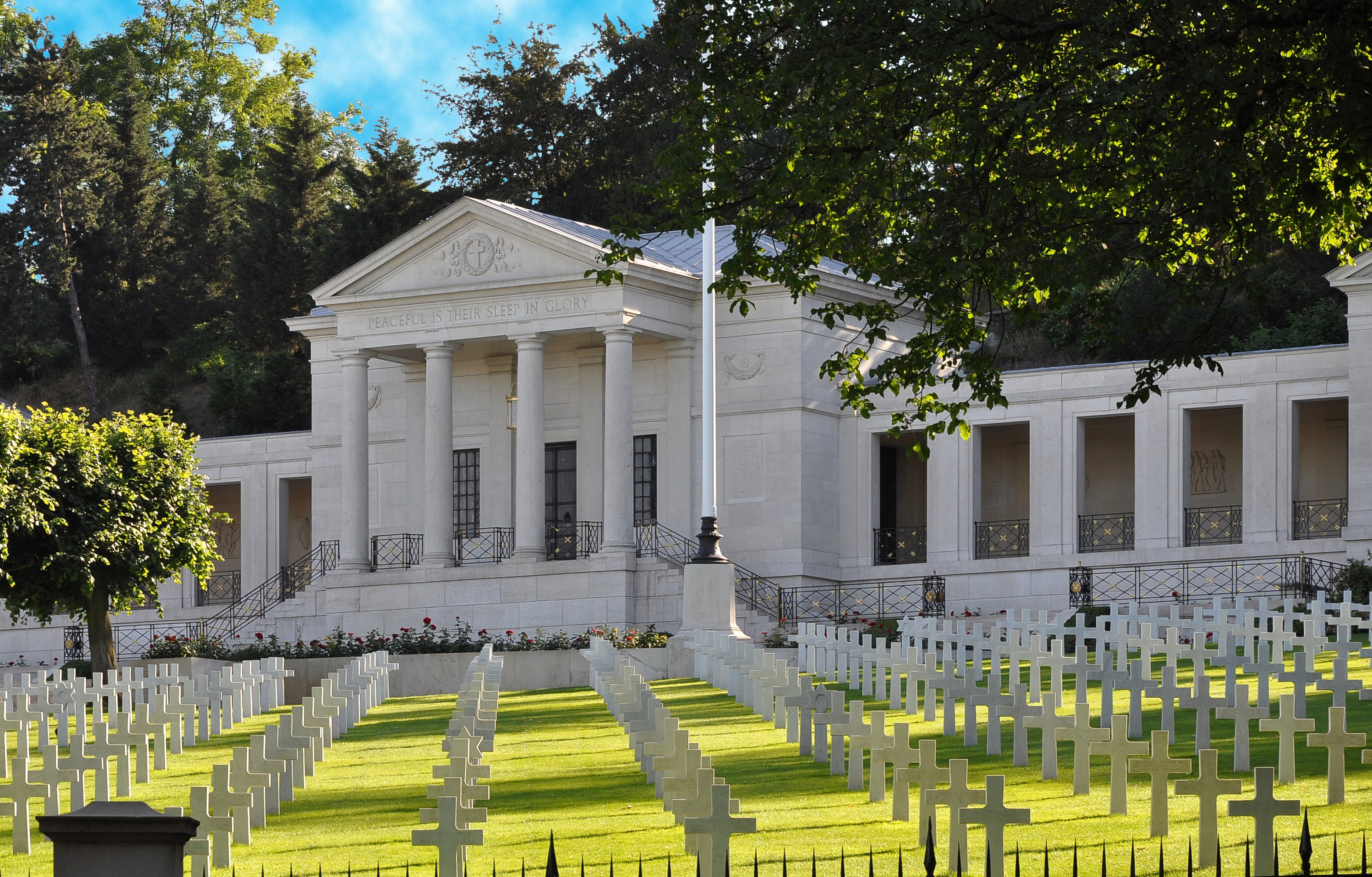
Американське кладовище та меморіал у місті Suresnes, Франція.

На початку Другої світової війни США абсолютно не готові брати участь у Франції та Британії, незважаючи на повну неприязнь до нацистського режиму. 16 червня 1940 р. Рузвельт відхилив прохання про військову допомогу, видане Полом Рейно на два дні раніше, коли французька армія опинилася на шляху здивування американців, які раптом усвідомлюють можливість того, що їх країна повинна знову вступити у світову війну з англійцями. Масштаби поразки Франції змусили американців більше не рахуватися з цим у майбутньому.
Принаймні до квітня 1942 р. Легітимний уряд Франції є в очах американців тим, що маршал Петен у Віші. Вони сподіваються без особливого успіху мати можливість впливати на політику французького уряду в не зовсім вигідному для німців напрямку. Державний секретар США Корделл Халл відверто ворожий до того, що він називає так званою «вільною Францією», а сам де Голль вважає його авантюристом, що частково пояснюється тим, що провал FFL у Дакарі та їх захоплення Сен-П'єром та Мікелоном у грудні 1941 року проти думки американців. Американська громадська думка набагато сприятливіша де Голлю та вільній Франції, але Рузвельт впливає на його державного секретаря.
Де Голль і Рузвельт вперше зустрічаються дуже пізно 22 січня 1943 року, не зближуючи двох чоловіків. У 1942 та 1943 роках американці шукають третього чоловіка, не вірного Віші чи де Голлю, якого вони думають знайти в особі Жиро. За підтримки Опору в цілому і скориставшись політичними слабкостями свого суперника, де Голль зумів перемогти в кінці 1943 року як єдиного лідера CFLN, якого американці досі не визнають законним представником Франції. Рузвельт і де Голль зустрічаються кілька разів, не розвівши їх взаємне нерозуміння, перший дорікаючи останнього за його зарозумілість і жорсткість, останній бачачи в Рузвельта людину, переконану, що влада Сполучених Штатів дає йому право нав'язувати його погляди на всі інші країни.

### Віші режим (1940–44)(Франція)
Держава виникла внаслідок прийняття акту Національними зборами Третьої республіки, який надав надзвичайні повноваження прем'єр-міністра Франції, маршалу Франції Філіпу Петену після поразки Франції в битві за Францію в 1940 році. Правонаступництво від Третьої республіки була офіційно визнано більшістю членів міжнародного співтовариства за винятком Великої Британії. За умовами перемир'я, підписаного генералом Шарлем Хюнтцигером з французького боку і генералом Вільгельмом Кейтелєм з німецького боку 22 червня 1940, майже 2/3 території Франції перебувала під німецькою окупацією. Решта частини Франції, її протекторати і колонії залишалися не окупованими німцями та італійцями. Режим Віші мав у континентальній Франції приблизно 105 тис. армії без важкої техніки (танки, бойові броньовані машини, важка артилерія), які головним чином були передано Третьому Рейху або евакуйовано на заморські території. Було також залишено більш ніж 200 000 військових у Французькому Алжирі і колоніях (Французька Північна Африка, Сирія і Ліван, Французький Індокитай). Франція також володіла третім за потужністю військово-морським флотом світу, який був частково розгорнутий у Тулоні, частково — у французьких африканських портах (Мерс-ель-Кебір (біля Орану), Дакар).

### Вільні французькі сили
Напружені відносини між Рузвельтом та Шарлем де Голлем. Після Нормандії американці та союзники знали, що втрачено лише час нацистів. Ейзенхауер дав слово Де Голлю про те, що Париж буде звільнений французами, оскільки американці не мають інтересу до Парижа. Тому Ейзенхауеру було легко дозволити Де Голля взяти на себе відповідальність. Є один важливий аспект Парижа, який, здавалося, був важливим для всіх: це його історичне та культурне значення. Гітлер дав наказ бомбити і спалити Париж на землю; він хотів зробити це другим Сталінградом . Американці та союзники не могли цього допустити. Французька 2-та бронетанкова дивізія з майором. Генерал Філіпе Леклерк за його кермом отримав це найвище завдання звільнення Парижа. Генерал Леклер був захоплений цією думкою, бо хотів знищити приниження уряду Віші.
Генерал Джордж С. Паттон був за командою Третьої армії США, яка прокотилася по півночі Франції. Деякий час вона проводила агітацію в Лотарингії, але це була одна з найменш успішних кар'єр Паттона. Перебуваючи в Лотарингії, він анексував Майя. Ген. Батальйон Філліпе Леклерка в його армію. Леклерк не поважав своїх американських колег, тому що, як британці, він думав, що вони були новими у війні. Тому він вважав, що американці не знають, що вони роблять на полі. Після неприємностей, ніж допомоги, Паттон відпустив Леклерка до Парижа. Тоді французи продовжували звільняти Париж зі сходу, тоді як 4-а піхота США (спочатку вони були частиною армії Паттона) прийшла із заходу. Через угоду Айзенхауера з Де Голлем, Визволення було залишено 2-й бронетанкової дивізії Франції. Коли Де Голль став главою держави, у американців та британців не було іншого вибору, окрім як прийняти його. Ейзенхауер навіть приїхав до Парижа, щоб дати Де Голлю своє благословення.

### Рузвельт виступає проти французьких колоній в Азії
Рузвельт був рішуче налаштований припинити європейський колоніалізм в Азії, особливо французький Індокитай. Він хотів поставити його під міжнародну опіку, щоб США тісно співпрацювали з Китаєм, щоб стати поліцейським у регіоні та стабілізувати його; США забезпечили б відповідне фінансування. Схема прямо суперечила вільним французам, бо де Голль мав велике бачення французької заморської імперії як основи для його повернення, щоб перемогти Віші у Франції. Рузвельт не міг дотримуватися де Голля, але Вінстон Черчілль зрозумів, що Британії потрібна допомога Франції, щоб відновити своє становище в Європі після війни. Він і британський закордонний офіс вирішили тісно співпрацювати з де Голлем для досягнення цієї мети, і тому їм довелося зірвати схему деколонізації Рузвельта. При цьому вони мали значну підтримку з боку однодумців американських чиновників. Основна слабкість схеми Рузвельта полягала в її залежності від Чан Кай-Шека, правителя Китаю. Режим Чіанга практично зазнав краху під тиском Японії в 1944 році, а Японія перекрила американські авіабази, які були побудовані для нападу на Японію.

## Повоєнні роки
У повоєнні роки зберігалися як співпраця, так і розбрат. Після того, як де Голль пішов з посади у січні 1946 року, лоджа була порушена з точки зору фінансової допомоги. Ленд Ліз ледве не запустився, коли він несподівано закінчився в серпні 1945 року. Армія США відвантажувала їжу, 1944-46. Позики в казначействі США та грошові дотації були надані в 1945-47 роках, і особливо план Маршалла давав великі суми (1948–51). Була створена допомога після Маршалла (1951–55), яка допомогла Франції переозброїтися та забезпечити масову підтримку її війни в Індокитаї. Крім позик з низькими відсотками, інші кошти були грантами, які не передбачали погашення. Заборгованість, що залишилася після Першої світової війни, чия виплата була призупинена з 1931 року, була переговорена угодами Блум-Бірнса 1946 року. США пробачили заборгованість за $ 2,8 мільярда від Першої світової війни, а Франція надала нову позику в 650 мільйонів доларів. Натомість французький переговорник Жан Монне виклав французький п'ятирічний план відновлення та розвитку. План Маршалла дав Франції 2,3 мільярда доларів без погашення. Загальна сума американських грантів та кредитів для Франції з 1946 по 1953 роки становила 4,9 мільярда доларів. Центральною особливістю плану Маршалла було стимулювання міжнародної торгівлі, зниження тарифів, зниження бар'єрів та модернізація французького управління. План Маршалла створив інтенсивні гастролі по американській промисловості. Франція направила 500 місій з 4700 бізнесменами та експертами для екскурсії по американських фабриках, фермах, магазинах та офісах. Вони були особливо вражені процвітанням американських працівників і тим, як вони могли придбати недорогий новий автомобіль за дев'ять місяців роботи порівняно з 30 місяців у Франції. Деякі французькі компанії чинили опір американізації, але найвигідніші, особливо хімічні речовини, нафта, електроніка та інструментарій, скористалися можливістю залучити американські інвестиції та створити більший ринок. США наполягало на можливостях для голлівудських фільмів, а французька кіноіндустрія відгукнулася новим життям.

### Холодна війна
У 1949 році вони стали офіційними союзниками через Північноатлантичний договір, який створив військовий союз НАТО . Хоча Сполучені Штати відкрито не схвалювали французьких зусиль відновити контроль над колоніями в Африці та Південно-Східній Азії, воно підтримало уряд Франції у боротьбі з повстанням комуністів у Французькому Індокитаї . Однак у 1954 р. Президент США Дуайт Д. Ейзенхауер відмовився від французьких прохань про повітряні удари для полегшення обложених французьких військ у Діен Біен Фу .
Обидві країни виступали проти Радянського Союзу в умовах протистоянь холодної війни, але пережили чергову кризу в 1956 році. Коли Франція, Британія та Ізраїль напали на Єгипет, який нещодавно націоналізував Суецький канал і показав ознаки потепління відносин з Радянським Союзом та Китаєм, Ейзенхауер змусив їх відійти. Викривши їхній зменшений міжнародний ріст, Суецька криза мала глибокий вплив на Велику Британію та Францію: Велика Британія згодом прив'язала свою політику на Близькому Сході до політики Сполучених Штатів тоді як Франція дистанціювалася від того, що вважала ненадійними союзниками і шукав власний шлях.

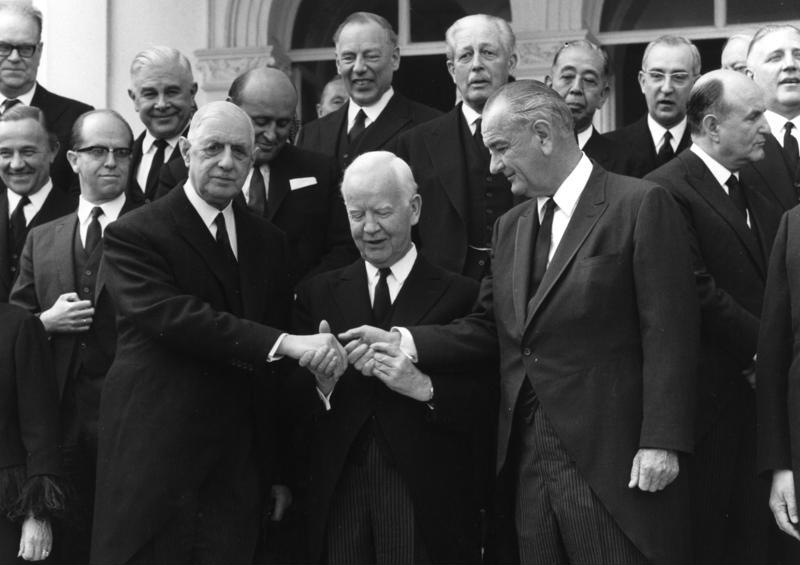
Шарль де Голль, Генріх Любке та Ліндон Б. Джонсон, 1967 рік

У той час як між урядами спалахувала напруженість, французька громадськість, за винятком комуністів, зазвичай мала добру думку про США протягом 1950-х та 1960-х років. Незважаючи на певні культурні тертя, США розглядалися як доброзичливий гігант, країна сучасності, і французька молодь сприймала американську культуру, таку як жувальна гумка, кока-кола, рок-н-рол .

### Де Голль
У 50-х роках Франція шукала американської допомоги в розробці ядерної зброї; Ейзенхауер відхилив увертюри з чотирьох причин. До 1958 р. його турбувала політична нестабільність Французької четвертої республіки і переживав, що вона може застосувати ядерну зброю у своїх колоніальних війнах у В'єтнамі та Алжирі. Шарль де Голль приніс стабільність у П'ятій республіці, починаючи з 1958 року, але Ейзенхауер все ще вагався допомогти у ядернизації Франції. Де Голль хотів кинути виклик англосаксонській монополії на західну зброю, маючи власну силу де фрапе . Ейзенхауер побоювався, що його грандіозні плани використовувати бомби для відновлення французької величі послаблять НАТО. Крім того, Ейзенхауер хотів відмовити від розповсюдження ядерної зброї де завгодно.
Шарль де Голль також посварився з Вашингтоном з приводу вступу Великої Британії до Європейського економічного співтовариства. Ці та інші напруження призвели до рішення де Голля в 1966 році вивести французькі сили з інтегрованої військової структури Організації Північноатлантичного договору і змусили її перенести штаб-квартиру до Бельгії. Зовнішня політика Де Голля була зосереджена на спробі обмеження сили та впливу обох наддержав, що відносно збільшило б міжнародний престиж Франції. Де Голль сподівався перейти Францію від послідовника Сполучених Штатів до провідної держави першої світової з великим переліком серед певних неприєднаних країн третього світу . Нації де Голль вважали потенційними учасниками цього угрупування представники традиційних сфер впливу Франції, Африки та Близького Сходу.
Дві країни відрізнялися від війни у В'єтнамі, частково тому, що французькі лідери були впевнені, що США не можуть перемогти. Недавній досвід французької війни в Алжирській війні за незалежність полягав у тому, що неможливо, зрештою, демократії насильно накладати уряд на іноземне населення без значної кількості робочої сили та, ймовірно, використання неприйнятних методів, таких як катування. Французький народний погляд на Сполучені Штати погіршився в той же період, оскільки його стали розглядати як імперіалістичну державу.

### 1970—1989

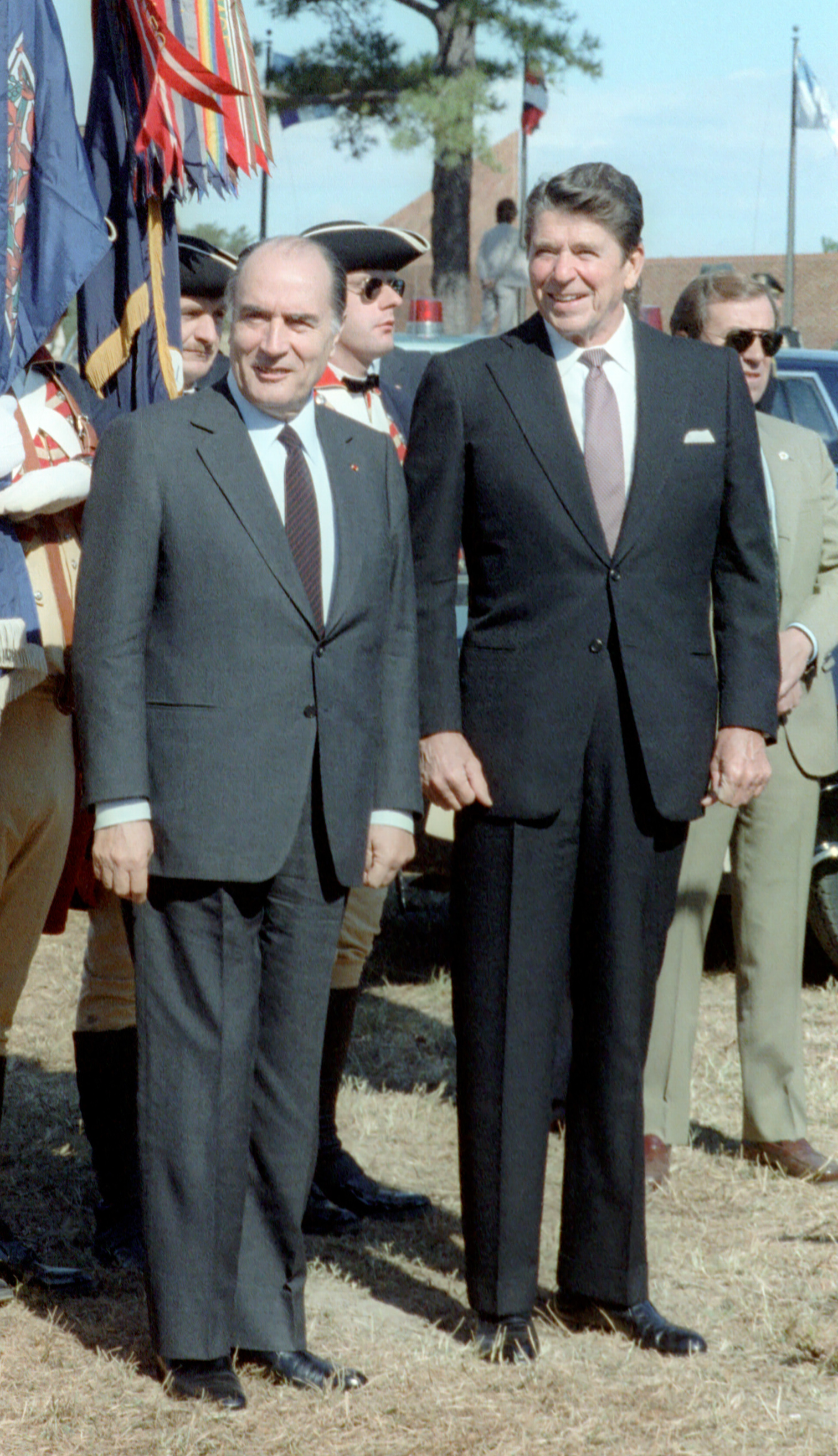
Франсуа Міттеран та Рональд Рейган, 1981 рік

Відносини дещо покращилися після того, як де Голль втратив владу в 1969 році. Невеликі напруження виникали з перервами. Франція, сильніше, ніж будь-яка інша країна, розглядала Європейський Союз як метод противаги американській силі, і, таким чином, працює на досягнення таких цілей, як те, щоб Євро поставило перед собою видатне становище долара США у світовій торгівлі та розвинуло європейську оборонну ініціативу як альтернатива НАТО . Загалом, США мали набагато тісніші стосунки з іншими великими європейськими державами, Великою Британією, Німеччиною та Італією. У 1980-х рр. обидві країни співпрацювали з деяких міжнародних питань, але різко не погодилися з іншими, такими як операція «Каньйон Ель Дорадо» та бажаність возз'єднання Німеччини . Адміністрація Рейгана доклала максимум зусиль для того, щоб Франція та інші європейські країни не купували природний газ у Росії через будівництво трубопроводу Сибір-Європа . Європейські уряди, в тому числі французькі, не змінилися, і трубопровід остаточно був побудований.

## Антиамериканізм
Річард Куйзель, американський учений, дослідив, як Франція частково сприйняла американське споживацтво, відкидаючи значну частину американських цінностей і влади. Він пише у 2013 році: 
Америка функціонувала як "інша" у налаштуванні французької ідентичності. Бути французом - не було американцем. Американці були конформістами, матеріалістами, расистами, жорстокими та вульгарними. Французи були індивідуалістами, ідеалістами, толерантними та цивілізованими. Американці обожнювали багатство; французи поклонялися "la douceur de vivre". Ця карикатура на Америку, яка вже була широко схвалена на початку століття, послужила фундаменталізації французької національної ідентичності. Наприкінці ХХ століття французька стратегія [полягала у використанні] Америки як фольги, як способу визначення себе, а також всього, починаючи від соціальної політики до їх уявлення про те, що являє собою культуру. 
 З іншого боку, Куйзейль виділяє кілька сильних ефектів тягнення: 
Американські товари часто носили репрезентативну або символічну якість. Вони кодували такі повідомлення, як сучасність, молодість, заколот, переступ, статус і свобода ... Був зв'язок з політичною та економічною силою: історично культура наслідувала владу. Таким чином, європейці вивчили англійську мову, оскільки це необхідний навик у глобалізованому середовищі, що містить американські технології, освіту та бізнес. Аналогічно розмір і потужність американських транснаціональних компаній, як у світового гіганта Coca-Cola, допомогли американській продукції виграти частку ринку. Нарешті, слід визнати, що щось саме по собі привабливе у тому, що ми робимо та продаємо. Європейцям сподобалися бродвейські мюзикли, телевізійні шоу та фешн. Ми знаємо, як зробити та продати те, що хочуть інші. 

## Близькосхідний конфлікт
Франція при президенті Франсуа Міттеран підтримала війну Перської Перської затоки в Іраку 1991 року як головного учасника операції «Дагет» . Французька національна асамблея навіть прийняла «безпрецедентне рішення» розмістити всі французькі сили в затоці під командуванням США протягом тривалості війни.

### 9-11
Усі політичні елементи лівого і правого крила у Франції рішуче заперечували варварські дії терористів Аль-Каїди під час нападу 11 вересня 2001 року. Президент Жак Ширак - пізніше відомий своїми морозними відносинами з президентом Джорджем Бушем - доручив французьким спецслужбам тісно співпрацювати з американською розвідкою, і створив Альянс Базу в Парижі, центр спільної розвідувальної служби, доручений виконувати обов'язки адміністрації Буша Війна з терором . Однак усі політичні елементи відкинули ідею повномасштабної війни проти ісламського радикального тероризму. Спогади про війну в Алжирі та її згубний вплив на внутрішні справи Франції, а також віддалені спогади про власну невдалу війну в Індокитаї та В'єтнамі відіграли велику роль. Крім того, Франції довелося мати справу з великим власним ісламським населенням, яке Ширак не міг дозволити собі відчужувати. Як наслідок, Франція відмовилася підтримувати будь-які американські військові зусилля на Близькому Сході. Численні твори французьких романістів та кінорежисерів критикували американські зусилля з перетворення терактів 11 вересня на виправдання війни.

### Війна в Іраку
У березні 2003 р. Франція разом з Німеччиною, Китаєм та Росією виступила проти запропонованої резолюції ООН, яка дозволила б вторгнення США в Ірак . Під час війни перед міністром закордонних справ Франції Домінік де Віллепін виступив як визначний критик політики американського Іраку. Незважаючи на повторювані розриви, часто амбівалентні відносини залишалися формально недоторканими. Сполучені Штати не потребували французької допомоги, а натомість тісно співпрацювали з Британією та іншими її союзниками.

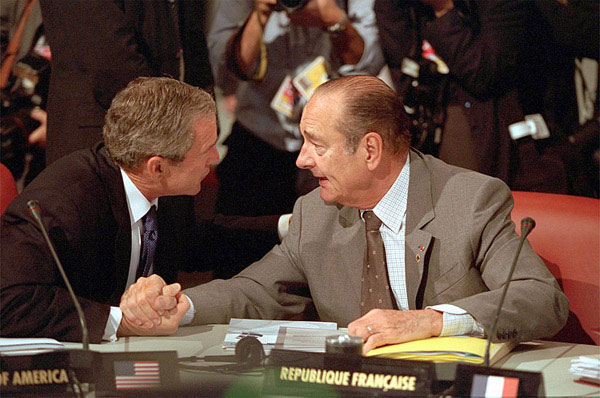
Джордж Буш та Жак Ширак під час 27-го саміту G8 2001 року

Сердиті американці говорять про бойкотування французьких продуктів у відплату, маючи невеликий вплив, окрім короткочасного перейменування картоплі фрі як " Свобода фрі ". Тим не менш, війна в Іраку, спроба бойкоту та антифранцузькі настрої спричинили ворожу негативну контрреакцію в Європі. До 2006 року лише один американець із шести вважав Францію союзником США.
Розпал американської популярної думки щодо Франції під час нападів на Ірак 2003 р. був пов'язаний насамперед з тим, що Франція вирішила не втручатися в Ірак (оскільки французи не вірили причинам, що йдуть до війни, наприклад, передбачається, що зв'язок між Саддамом Хусейном та Аль-Каїдою та зброєю масового знищення є законною). Це сприяло сприйняттю французів як некооперативної та несимпатичної в той час популярної американської думки. Це сприйняття було досить сильним і зберігалося, незважаючи на те, що Франція була і деякий час була головним союзником у кампанії в Афганістані (див., Наприклад, французькі сили в Афганістані), де обидві країни (серед інших в коаліції під керівництвом США) були присвячені виведенню талібів-шахраїв та подальшої стабілізації Афганістану, визнаного полігону та безпечного притулку для терористів, що мають намір здійснити напади у західному світі.
У міру просування війни в Іраку відносини між двома країнами почали поліпшуватися. У червні 2006 р. проект Pew Global Attitudes показав, що 52 % американців позитивно оцінили Францію, порівняно з 46 % у 2005 році. Інші звіти свідчать, що американці рухаються не стільки до сприятливих поглядів на Францію, скільки до амбівалентності і що погляди на Францію приблизно стабілізуються нарівні з поглядами на Росію та Китай.
Після таких питань, як підйом Гезболли в Лівані, ядерна програма Ірану та зупинений ізраїльсько-палестинський мирний процес, Джордж Буш закликав Жак Ширака та інших світових лідерів «відстоювати мир» перед екстремізмом під час зустрічі в Нью-Йорку 19 вересня, 2006.
Сильна французька та американська дипломатична співпраця в ООН відіграла важливу роль у Кедрській революції, яка спричинила вихід сирійських військ з Лівану. Франція та США також спільно (з деякою напругою) працювали над розробкою резолюції ООН 1701, спрямованої на припинення вогню в ізраїльсько-ліванському конфлікті 2006 року .

## Адміністрація Саркозі

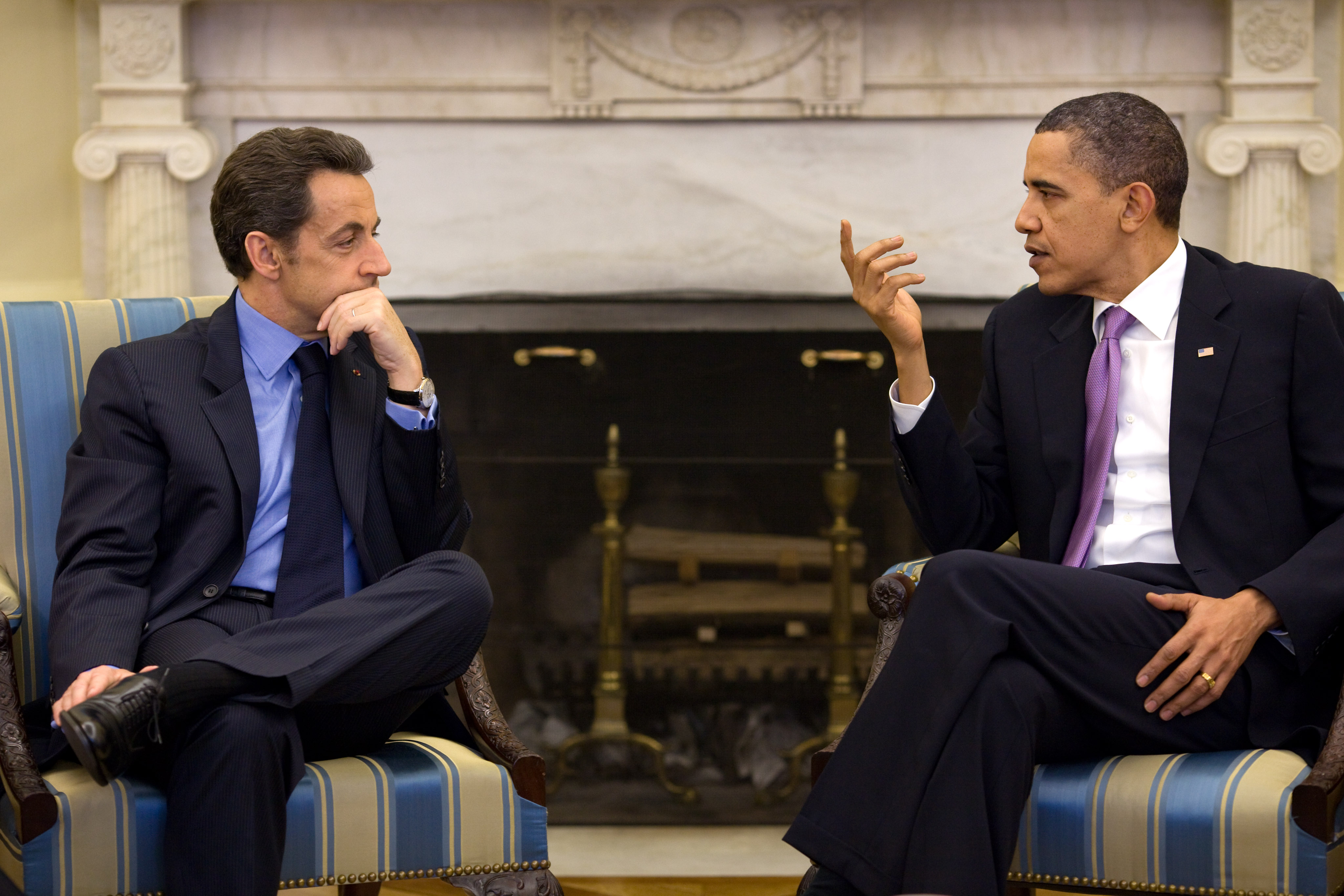
Президент США Барак Обама і президент Франції Ніколя Саркозі в Білому домі в 2010 році.

Політичні відносини між Францією та США стали дружнішими після того, як Ніколя Саркозі був обраний президентом Франції у 2007 році. Саркозі, якого називають «Сарко Американець», сказав, що він «любить [s] Америку» і що «пишається своїм прізвиськом».
У 2007 році Саркозі виступив з промовою перед Конгресом США, яка розглядалася як сильне підтвердження французько-американських зв'язків; під час візиту він також зустрівся з президентом Джорджем Бушем, а також сенаторами Джона Маккейна та Барака Обами (до того, як вони були обрані кандидатами в президенти).
Обама та Маккейн також зустрілися з Саркозі в Парижі після того, як вони отримали свої номінації у 2008 році. Отримавши Обаму в липні, Саркозі цитував слова "Обама? C'est mon copain «, що означає» Обама? Він мій приятель ". Через попереднє знайомство стосунки між адміністраціями Саркозі та Обами, як очікується, були теплими.
З 2008 року Франція повернулася до інтегрованого командування НАТО, яке отримало високу оцінку від США.
У 2011 році обидві країни були частиною багатодержавної коаліції, яка розпочала військову інтервенцію в Лівії, де вони керували альянсом і проводили 35 % усіх ударів НАТО.

## Олланд і Обама

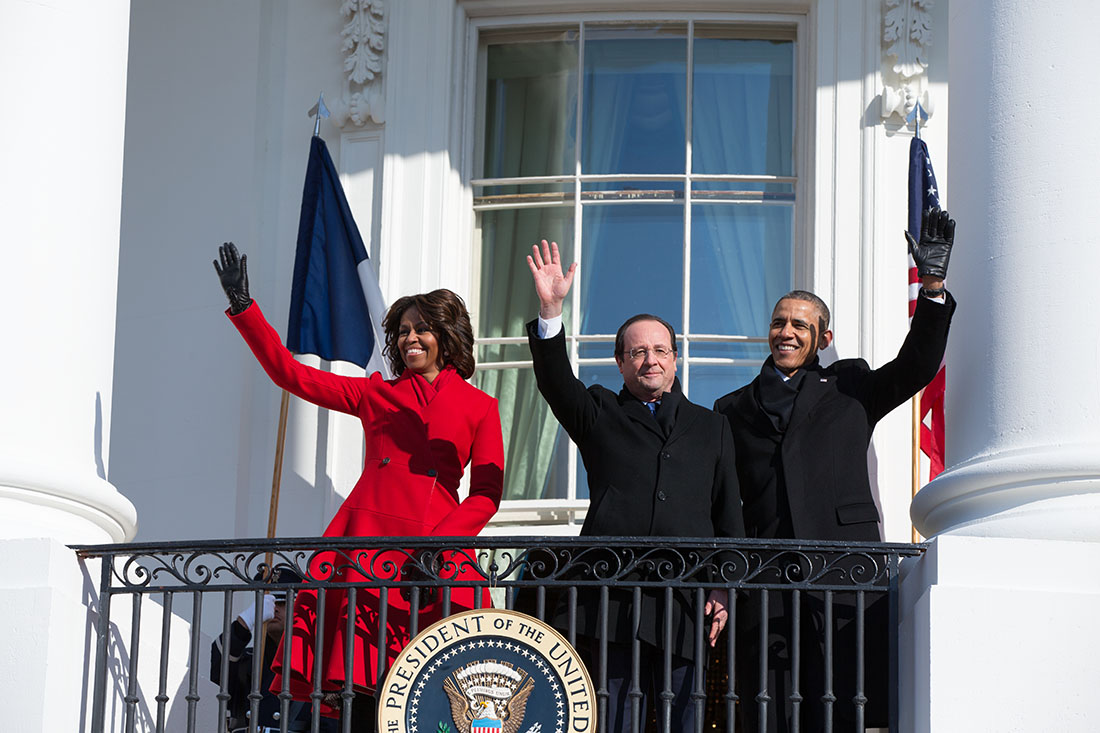
Президент США Барак Обама та президент Франції Франсуа Олланд у лютому 2014 року.

У 2013 році Франція розпочала велику операцію в Малі, щоб звільнити країну від спеціального союзу терористів та повстанців Азави. Сполучені Штати надали Франції матеріально-технічну підтримку операції «Серваль» .
Після того, як президент Франсуа Олланд пообіцяв підтримати військові дії проти Сирії, державний секретар США Джон Керрі назвав Францію «нашим найстаршим союзником».

10 лютого 2014 року Олланд приїхав до США для першого державного візиту французьким лідером за майже два десятиліття. Обама та Олланд публікували спільно у Washington Post та Le Monde :
... нам вдалося вивести наш альянс на новий рівень, оскільки наші інтереси та цінності так тісно узгоджуються.

Укорінене в дружбі, що тягнеться більше двох століть, наше поглиблююче партнерство пропонує модель міжнародної співпраці. 
 Під час свого візиту Олланд відвідав Монтічелло, де заявив: 
 Ми були союзниками за часів Джефферсона та Лафайєта . Ми і сьогодні є союзниками. Ми були друзями за часів Джефферсона та Лафайєта і назавжди залишимося друзями 
 19 вересня 2014 року було оголошено, що Франція приєдналася до США у бомбардуванні цілей Ісламської держави в Іраку в рамках американської інтервенції 2014 року в Іраку . Президент США Барак Обама та голова Об'єднаних начальників штабів Мартін Демпсі високо оцінили рішення Олланда приєднатися до операції: 
 Як один із наших найстаріших і найближчих союзників, Франція є сильним партнером у наших зусиллях проти тероризму, і ми раді, що французькі та американські службовці знову працюватимуть разом від імені нашої спільної безпеки та наших спільних цінностей. 

Обама відповів:
 французи були нашим першим союзником, і вони знову з нами зараз. 
 Заявив Демпсі, який разом із французьким колегою генералом П'єром де Вільєром відвідував Нормандські пляжі приземлення та Нормандське американське кладовище та Меморіал .

18 квітня 2015 року « Герміона» (репліка відомого французького фрегата « Герміона» 1779 року) вирушила до Ла-Рошель, Франція, їхала до Йорктаун, штат Вірджинія, США, куди прибула на початку червня. Після цього він відвідав порти уздовж східного узбережжя на шляху до Нью-Йорка на святкування Дня незалежності . Оригінальний фрегат класу Конкорде прославився, коли в 1780 році вона переправляла генерала Лафайєта до США, щоб дозволити йому знову приєднатися до американської сторони в американській революційній війні. Президент Франції Франсуа Олланд був у Ла-Рошелі, щоб побачити репліку, де він заявив: 
 L'Hermione — це яскравий епізод нашої історії. Вона є чемпіоном загальнолюдських цінностей, свободи, мужності та дружби між Францією та США 
 Президент Барак Обама в листі, що відзначає плавання, зазначив: 
Понад два століття США та Франція стояли об'єднані у свободі, яку ми зобов'язані одне одному. З полів битв, де перемогла революція, до пляжів, де розпочалося звільнення континенту, покоління наших народів відстоювали ідеали, які керують нами - долаючи темряву гніту та несправедливості світлом свободи та рівності, раз і знову.

Коли ми віддаємо данину надзвичайним зусиллям, які доклали генерал Лафайєт та французький народ для просування революційної справи, ми роздумуємо над тим партнерством, яке зробило Францію найстаршим союзником нації. Продовжуючи оновлення та поглиблення нашого союзу в наш час, ми гарантуємо, що наступні покоління можуть з гордістю перенести його вперед. 
 Президент Франції отримав копію Декларації прав людини і громадянина, яку він представив американському президентові після його прибуття.

## Макрон і Трамп

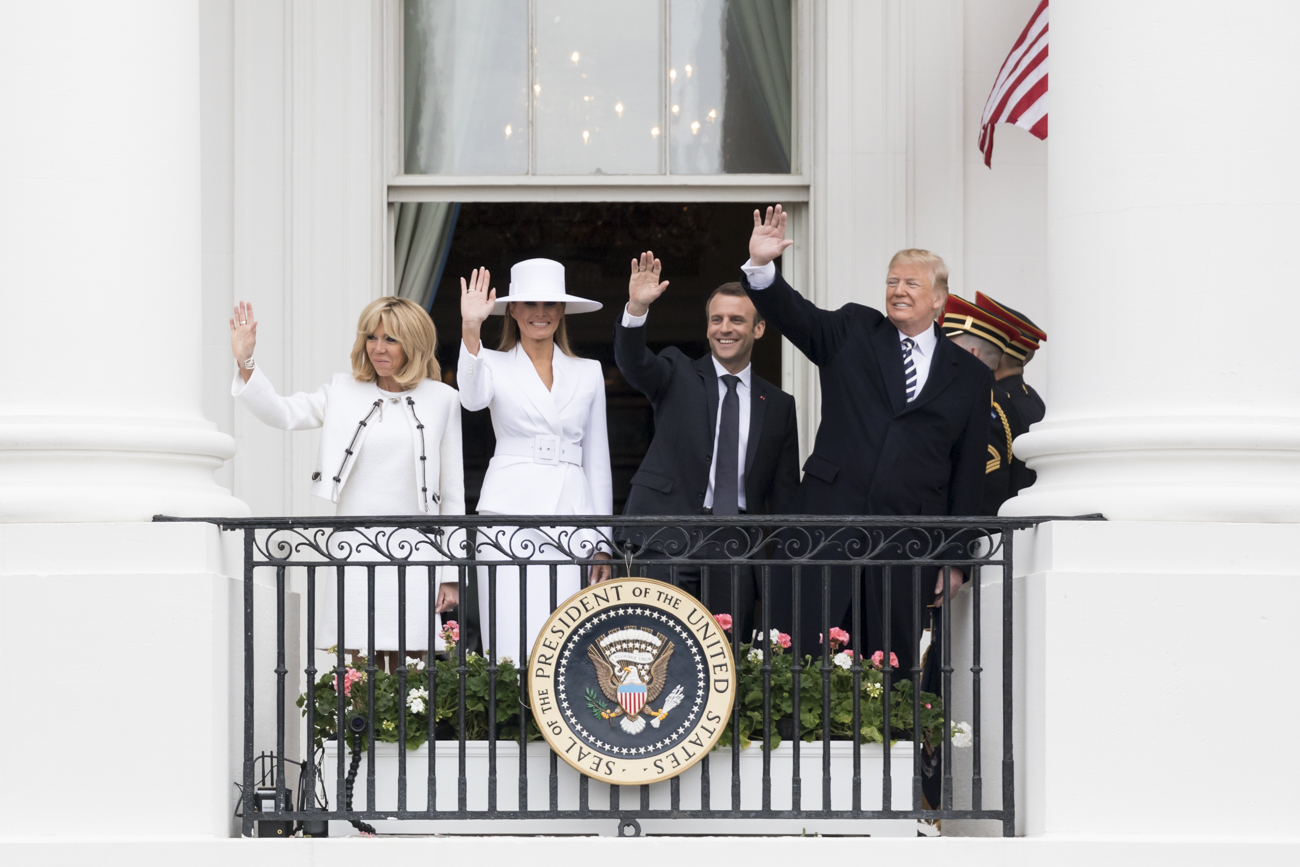
Президент США Дональд Трамп та президент Франції Еммануель Макрон у Вашингтоні, квітень 2018 року.

Незабаром після обрання Дональда Трампа в листопаді 2016 року 75 відсотків дорослих французів висловили негативну думку про нього. Більшість заявили, що він зашкодить американсько-європейським відносинам і загрожує світовому миру. Щоправда, французька справа половина прихильників Марін Ле Пен виступила проти Трампа, незважаючи на те, що поділяє багато своїх поглядів на імміграцію та торгівлю.
12 липня 2017 року президент Дональд Трамп відвідав Францію як гість президента Еммануеля Макрона . Два лідери обговорили питання, які включали контртероризм та війну в Сирії, але відмовили теми, де вони різко не погоджувалися, особливо торгівля, імміграція та зміни клімату.
Наприкінці 2018 року президент Трамп напав на президента Макрона через націоналізм, тарифи, поразку Франції у Другій світовій війні, плани європейської армії та рейтинги схвалення французького лідера. Після цього відбувся візит пана Парижа до Дня перемир'я до Парижа, який зазнав серйозної критики як у Франції, так і в США. Очікували, що пан Трамп відвідає церемонію на американському кладовищі Ена-Марн, де в 1918 році американські та французькі війська відбили німецькі сили, але відмовив від відвідування через дощ.
Представник уряду Франції розкритикував пана Трампа за виявлення відсутності загальної пристойності, оскільки Франція відзначала річницю теракту в Батаклані .
У грудні президент Трамп спробував помилково пов'язати Паризьку угоду з протестним рухом « Жовті жилети» . Міністр закордонних справ Франції Жан-Ів Ле Дріан відповів гнівно: «Я це кажу Дональду Трампу, і французький президент теж це говорить: залишайте нашу націю бути».
Також у грудні президент Франції Макрон розкритикував президента Трампа через його рішення вивести американські війська з Сирії, заявивши: "Бути союзниками — це боротися плечем до плеча. Це найважливіше для глави держави та глави військових «та» союзник повинен бути надійним «, Макрон продовжував хвалити генерального міністра оборони США Джима Меттіса, називаючи його» надійним партнером ". Меттіс подав у відставку через повідомлення Трампа.
Після того, як президент Трамп знову заявив про свої наміри запровадити податки на французьке вино через цифрові податкові плани Франції, президент Європейської Ради Дональд Туск заявив, що Європейський Союз підтримає Францію та введеть відплату мит США. У грудні 2019 року уряд США заявив, що може встановити тарифи до 100 % на 2,4 мільярда доларів на імпорт з Франції шампанського, сумочок, сиру та інших продуктів, після того, як дійшов висновку, що податок на цифрові послуги Франції завдасть шкоди технічним компаніям США .
У листопаді 2019 року президент Франції Еммануель Макрон поставив під сумнів прихильність США до Європи, заявивши: "Те, що ми зараз переживаємо, — це смерть мозку від НАТО ", додавши, "[НАТО] працює лише в тому випадку, якщо гарант останньої інстанції функціонує як такий. Я заперечую, що ми повинні переосмислити реальність того, що НАТО є у світлі зобов'язань США ".

## Подальше читання

### Дипломатія та політика
- Bailey, Thomas A. A Diplomatic History of the American People (10th edition 1980) online free to borrow.
- Berthon, Simon. Allies at War: The Bitter Rivalry among Churchill, Roosevelt, and de Gaulle. (2001). 356 pp.
- Blackburn, George M. French Newspaper Opinion on the American Civil War (1997) online [Архівовано 11 грудня 2019 у Wayback Machine.]
- Blumenthal, Henry. A Reappraisal of Franco-American Relations, 1830—1871 (1959).
- Blumenthal, Henry. France and the United States: Their Diplomatic Relations, 1789—1914 (1979) excerpt and text search [Архівовано 19 серпня 2021 у Wayback Machine.]; online free to borrow
- Blumenthal, Henry. Illusion and Reality in Franco-American Diplomacy, 1914—1945 (1986)
- Bowman, Albert H. The Struggle for Neutrality: Franco-American Diplomacy during the Federalist Era (1974), on 1790s.
- Bozo, Frédéric. "'Winners' and 'Losers': France, the United States, and the End of the Cold War, " Diplomatic History Nov. 2009, Volume 33, Issue 5, pages 927—956, doi:10.1111/j.1467-7709.2009.00818.x
- Brogi, Alessandro. Confronting America: the cold war between the United States and the communists in France and Italy (2011).
- Brookhiser, Richard. «France and Us.» American Heritage (Aug/Sep 2003) 54#4 pp 28–33. wide-ranging survey over 250 years
- Bush, Robert D. The Louisiana Purchase: A Global Context (2013).
- Case, Lynn Marshall, and Warren F. Spencer. The United States and France: Civil War Diplomacy (1970)
- Cogan, Charles. Oldest Allies, Guarded Friends: The United States and France Since 1940 (1994) online edition [Архівовано 9 липня 2019 у Wayback Machine.]
- Costigliola, Frank. France and the United States: the cold alliance since World War II (1992), Scholarly history.
- Creswell, Michael. A Question of Balance: How France and the United States Created Cold War Europe (Harvard Historical Studies) (2006) excerpt and text search [Архівовано 27 листопада 2018 у Wayback Machine.]
- Duroselle, Jean-Baptiste. "Relations between Two Peoples: The Singular Example of the United States and France, " Review of Politics (1979) 41#4 pp. 483–500 in JSTOR [Архівовано 11 грудня 2019 у Wayback Machine.], by leading French diplomatic historian
- * Duroselle, Jean-Baptiste. France and the United States from the beginnings to the present (1978) online free to borrow
- Hill, Peter P. Napoleon's Troublesome Americans: Franco-American Relations, 1804—1815 (2005).
- Hoffman, Ronald and Peter J. Albert, eds. Diplomacy and Revolution: The Franco-American Alliance of 1778 (1981), Topical essays by scholars.
- Hurstfield, Julian G. America and the French Nation, 1939—1945 (1986). online [Архівовано 9 липня 2019 у Wayback Machine.]; replaces Langer's 1947 study of FDR and Vichy France
- King, Richard Carl, «Review of the historiography of Franco-American relations from 1828—1860» (1972). (U. of Montana Graduate Student Theses, Dissertations, & Professional Papers. 5199) online [Архівовано 11 грудня 2019 у Wayback Machine.]
- Langer, William l.  Our Vichy Gamble (1947), defends FDR's policy 1940-42
- Meunier, Sophie. «Is France Still Relevant?.» French Politics, Culture & Society 35.2 (2017): 59-75.
- Morris, Richard B. The Peacemakers; the Great Powers and American Independence (1965), the standard scholarly history
  - Morris, Richard B. «The Great Peace of 1783,» Massachusetts Historical Society Proceedings (1983) Vol. 95, pp 29–51, a summary of his long book in JSTOR [Архівовано 8 березня 2021 у Wayback Machine.]
- Noble, George. Policies and opinions at Paris, 1919: Wilsonian diplomacy, the Versailles Peace, and French public opinion (1968).
- Pagedas, Constantine A. Anglo-American Strategic Relations and the French Problem, 1960—1963: A Troubled Partnership (2000).
- Paxton, Robert O., ed. De Gaulle and the United States (1994)
- Reyn, Sebastian. Atlantis Lost: The American Experience with De Gaulle, 1958—1969 (2011)
- Sainlaude Stève, France and the American Civil War: a diplomatic history (2019)
- Sainlaude Stève, France and the Confederacy (1861—1865), Paris, L'Harmattan, 2011
- Statler, Kathryn C. Replacing France: The Origins of American Intervention in Vietnam (2007)
- Stinchcombe, William C. The American Revolution and the French Alliance (1969)
- Viorst, Milton. Hostile Allies: FDR and de Gaulle (Macmillan, 1965)
- Wall, Irwin M. The United States and the Making of Postwar France, 1945—1954 (1991).
- Wall, Irwin M. France, the United States, and the Algerian War (2001).
- White, Elizabeth Brett. American opinion of France from Lafayette to Poincaré (Knopf, 1927).
- Williams, Andrew J. France, Britain and the United States in the Twentieth Century 1900—1940 (2014). 133—171.
- Williams, Greg H. (2009). The French Assault on American Shipping, 1793–1813: A History and Comprehensive Record of Merchant Marine Losses. McFarland. ISBN 9780786454075. Архів оригіналу за 19 серпня 2020. Процитовано 11 грудня 2019.
- Willson, Beckles. America's Ambassadors to France (1777—1927): A Narrative of Franco-American Diplomatic Relations (1928).
- Young, Robert J. American by Degrees: The Extraordinary Lives of French Ambassador Jules Jusserand (2009). On the 1920s
- Zahniser, Marvin R. "The French Connection: Thirty Years of French-American Relations, " Reviews in American History (1987) 15#3 pp. 486–492 in JSTOR [Архівовано 11 грудня 2019 у Wayback Machine.] reviews books by Blumenthal (1986) and Hurstfield (1986)
- Zahniser, Marvin R. Uncertain friendship: American-French diplomatic relations through the cold war (1975).
- Zahniser, Marvin R. «Rethinking the Significance of Disaster: The United States and the Fall of France in 1940» International History Review 14#2 (1992), pp. 252—276 online [Архівовано 15 липня 2019 у Wayback Machine.]